# 月津港燈節
月津港燈節（英語：Yuejin Lantern Festival）是由臺南市政府主辦，自2012年起於每年元宵節期間舉行之燈會活動，地點位於鹽水區月津港水域。主要特色即是讓光之美與鹽水原貌風情互襯，營造與地景深深結合的藝術氣氛。每一屆燈節，並各有與時令、人文、自然脈絡相連的策展核心。另外「2018月津港燈節」以藝術水岸燈節，營造獨樹一格特色，參加有「設計界奧斯卡獎」之稱的德國紅點設計大獎，榮獲展場設計組紅點獎，是全國眾多燈會中，首度獲此殊榮的燈節品牌，堪稱臺灣文化節慶國際化典範。而其所帶動的藝術能量，更推動月之美術館計畫的出現，希望整個鹽水小鎮都是一個美術館。

## 歷史
台南縣政府於2004年起陸續推動「月津風華再現計畫」，改善當地排水系統、設置小型淨水廠，並進行橋南老街與生態公園公1、公17整體景觀規劃與改造計畫，讓月津風華再現，全計畫於2010年完工，台南縣政府則舉辦第一屆「月津港迎春燈會」。縣市合併後，台南市政府延續燈節活動，在2012年擴大辦理「月津港燈節」，以鹽水月津港親水公園為主要地點，結合附近景點，形成台南市地區具有相當規模之活動。另外，燈節作品不以傳統燈會活動之生肖年為主題，反而以藝術家之藝術創作展現，有別於台灣各地的元宵節活動，藉以樹立屬於台南的燈會活動的獨特風格。2019年底，為延續燈節所帶來之藝術效益，市府宣佈月之美術館正式成立，藝術活動將不再限於燈節期間，而是於一整年度舉辦各式藝術發表、共創、展覽等等，希望將鹽水打造成一座無牆的美術館。

## 歷屆燈節大事記
2010年

月津港水域整治完成，由在地藝術團隊「禹禹藝術工作室」推動，首次舉辦，以月津港水岸作品為主結合巷弄藝術展，作品14件，展區由橋南老街至水月橋。配合蜂炮成為臺南新興元宵景點。
2012年

本屆起由臺南市政府舉辦，並邀請專業團隊進行策劃，增加較多水上作品及橋面作品，燈區範圍擴大至信義路，規劃6大燈區，其中「夜之千月」燈區的景觀更廣受好評。也搭配各式活動的進行，吸引不少人潮前來賞燈，已成為市定走春活動的必訪行程。
2013年

以「大台南」意象為創作元素，規劃10座主燈區，其中「月河」燈區，也延續去年的美麗氛圍。結合永成戲院花燈展與橋南老街市集等活動，知名度日漸增加。
2014年

以「鹽水山水與生活」為主概念，也將空間、藝術創作、觀賞者共同形成一幅美麗的動態「鹽水上河圖」。主燈為日光域，是運用台南各地汰換的路燈燈罩組合而成。作品則增加到22件，展期也延長為一個月多。
2015年

以國畫畫作時間軸為概念規劃5大主燈，主題依序為聽樂、觀舞、歇息、清吹、宴散，燈節作品再增加，達48件，自本屆起燈區範圍擴大至公18-2水域拱橋。
2016年

以鹽水地景歷史、過去未來的寶盒為構思，規劃多座主燈分佈於各區，水月橋對岸則以月光好吉、月光寶盒及月池蛙鼓等作品結合為一主燈區。本屆作品達到60件，是歷年的高峰。而為了展現學生的創意，自本屆起公18-2水域成為大專院校徵件燈區。
2017年

主題環繞四季之中，依春、夏、秋、冬做為各區的展覽主軸。主燈為來自法國的舞動燈管人，作品數達48件。其中為了配合季節氣氛，運用各種色彩的打光創造繽紛的光環境，展期與人次更為歷年之最。
2018年

主題為「相約」，作品數達48件。除了與澳洲知名團隊合作打造水面光雕秀，也邀請日本京都造型藝術大學進行文化交流，製作3件燈節作品。且因配合公18-2水域後段整治，燈區範圍擴大至水秀橋。另外，本屆燈節參加了德國紅點設計大獎，獲得展場設計組紅點獎的殊榮。
2019年

本屆以三種月亮的意象做為主軸，不僅規劃三件與「月」相關的作品，作品的製作也更為精緻，共有32件作品展出。不同於以往的佈展方式，以多組作品為一單位或加大作品的體積等大場域的方式呈現。而本屆除了有許多外國藝術家加入創作，更增加許多互動的元素。徵件區首次移至巷弄燈區展出，而公18-2水域則規劃為燈光演出區，除了有AquaMira大型燈光水舞表演及再度邀請法國團隊製作的The Froggs燈管人樂團兩件作品。此次到訪人次約91萬，創下開展來最高記錄。
2020年

為延續燈節在鹽水所帶來的文化與藝術能量，月之美術館的計畫於2019年正式啟動，並於11月舉辦首場展覽「月光之城」，在鹽水的老街與巷弄區設置六件作品，緊接著與今年1月登場的月津港燈節結合，完整布展於鹽水小鎮中，形成水陸兩大燈區相互輝映，作品共51件。更在燈節開始前首次於國道一號新營服務區設置三件典藏作品──《飄盪種籽》、《太空人計畫》和《飛行的意義》，除了為燈節暖身，也期望能成為遊客觀賞燈節的前哨站。在展覽期間，首度推出期間限定商品──「聯名款限定香草黑啤酒」於燈區販售。此外，今年燈節首度結合擴增實境技術(AR)，除了人臉濾鏡功能，還可以與現場作品進行互動，呈現出不同的模樣。而此次燈節堪稱串聯規模歷屆最大，也是歷年最多創新的一屆。
2021年

由「月之美術館」所舉辦的「漫月美行動特展」於2020年12月率先展開，在鹽水小鎮中設置了14件作品，不同以往僅在巷弄中展出，更擴及至鹽水車站與美食城等地點。而後2021年燈節卻因COVID-19部桃群聚感染事件擴大影響而暫時停辦，但12件已完成的作品仍現地展示到3月1日，文化局也改於這段期間推出「月津之美影像徵集活動」。後續因應民意，於3月23日宣佈復辦，舉辦時間訂於6月26日至7月18日，不過於5月中時本土疫情再起且更加嚴峻，在疫情仍不確定的狀況下，最終決定延至下個年度辦理，本屆也成為開展以來首次停辦。
2022年

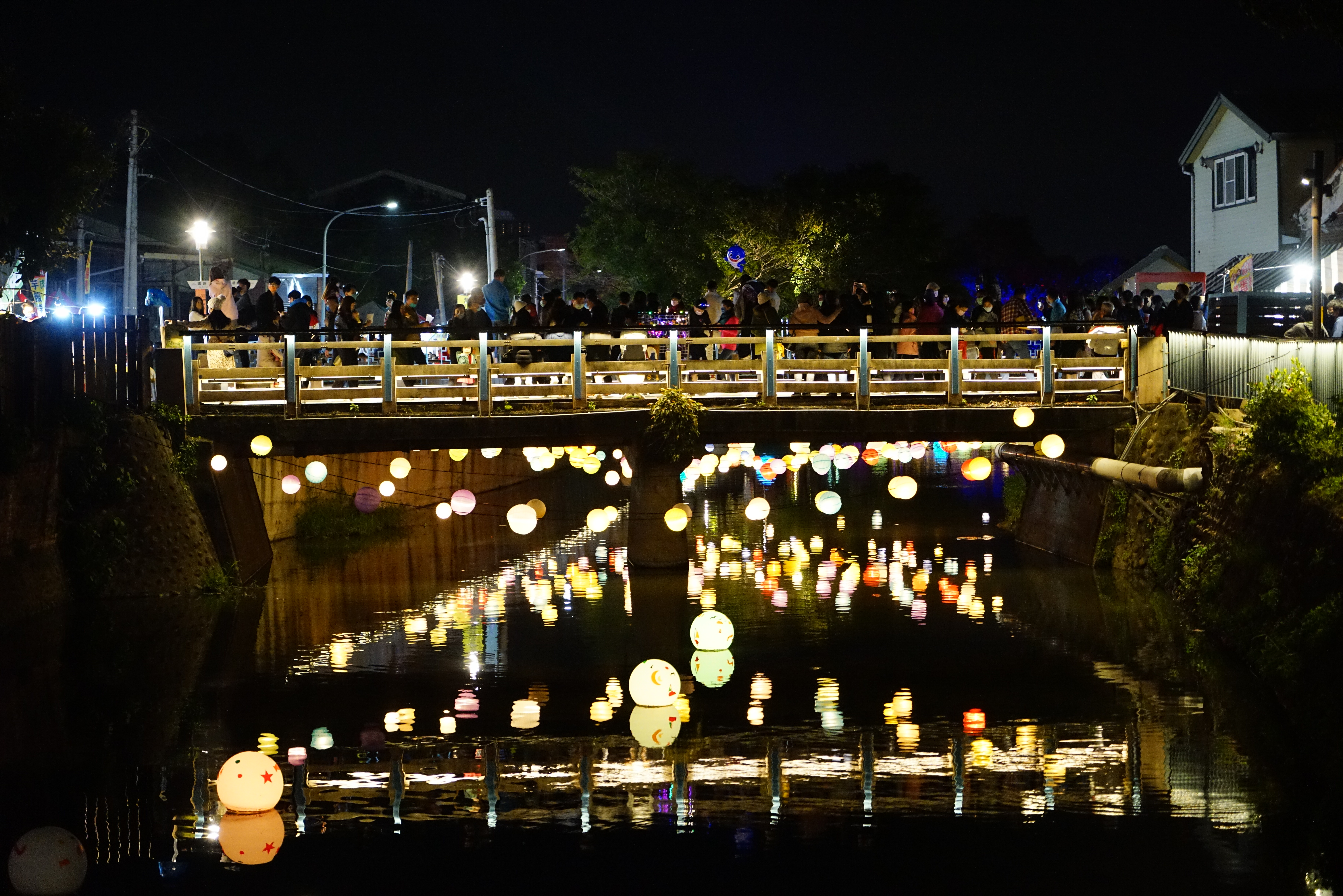
2022年月津港燈節，月亮的故事

本年度恰好為燈節邁入第十年，因此除了去年因疫情停辦而未亮相的作品重新現地展出外，還擴大辦理、加入更多新作，作品件數共有83件，為歷年最多。此外，本屆也規劃了五大燈區，除了原有水域的「藝術燈區」、「徵件燈區」以及巷弄燈區的「漫月美行動特展」，還首度策畫「新創燈區」，並於鹽水車站新增一處「車站燈區」，將鹽水車站以及新闢之公18-4與下游公2等水域納入展區範圍，藉由各大燈區與周邊活動的串連，使本屆燈節展區範圍亦為歷年最大。值得一提的是，本屆也有許多不同以往的創新內容，像是首度於新的水域規劃「新創燈區」，提供藝術團隊一個策展創作的實驗性場域；鹽水車站的五分車倉庫群也設置三組新媒體藝術，利用聲光與投影等藝術表演方式結合現場環境，形成大型的地景藝術，儼然成為一處新的秘境；而公18-2水域的後段則規劃8座船屋並邀集藝術家進駐佈展，使展覽呈現的方式更加多元；至於永成戲院今年則邀請日本藝術團隊teamLab展出彩繪水族館，不僅打造出有如置身水族館的空間感受，更能將自己創作的魚投影出來並且與世界交流。最後本次燈節的到訪人次約有110萬，創下突破百萬的新紀錄，可以說是作品最多、展區最廣、規模最大的一屆。
2023年

本年度燈節共規劃了四大展區，首先在藝術燈區，以「城裡的月光」做為主題，以「浪漫蝕月」、「超現實藍月」、「希望能量新月」三種不同的月相為子題，最大的特色就是設置了多組聲光藝術作品，利用動態的光影來喚起人們對於月亮的想像。而在徵件燈區與新創燈區則分別以「船說-光譜邊界」與「見山仍是山 見水仍是水」為策展概念，展現了更多元的藝術創作與視覺體驗。至於去年年底開展的漫月美行動是以「我們」做為做為主題，期望以藝術家帶來的作品，連結這片土地與人們。所有燈區的作品共有75件，雖說展期中遇到寒流，且強風導致部分作品受損，仍在為期30天的展期中吸引約98萬人次。
2024年

本年度共有66件作品，規劃於五大展區中呈現。首先藝術燈區以「夢想將近．鹽水新視界」作為主題，當中再出劃分三個子題，透過藝術家的創作與現代光影科技，表現出對鹽水的未來期望與想像。徵件燈區則以「通往銀河的便利指南」為題，匯集各大專院校的藝術團隊以水陸域作品或船屋進行佈展。巷弄中則為去年年底開展的漫月美行動，以「愛呀」為策展核心，將藝術作品布展於鹽水的歷史街區。此外，亦有新創燈區的作品「聲鏡」與大眾廟鹽水車站光環境等燈節展區，串連起月津港的水域。本年度展期共37天，為年來展期最長，期間吸引約104萬人次參訪，是繼2022年後人次再度突破百萬。此外又適逢2024台灣燈會在台南，因此本年度燈節也與之成為台南的衛星燈區。

## 周邊活動

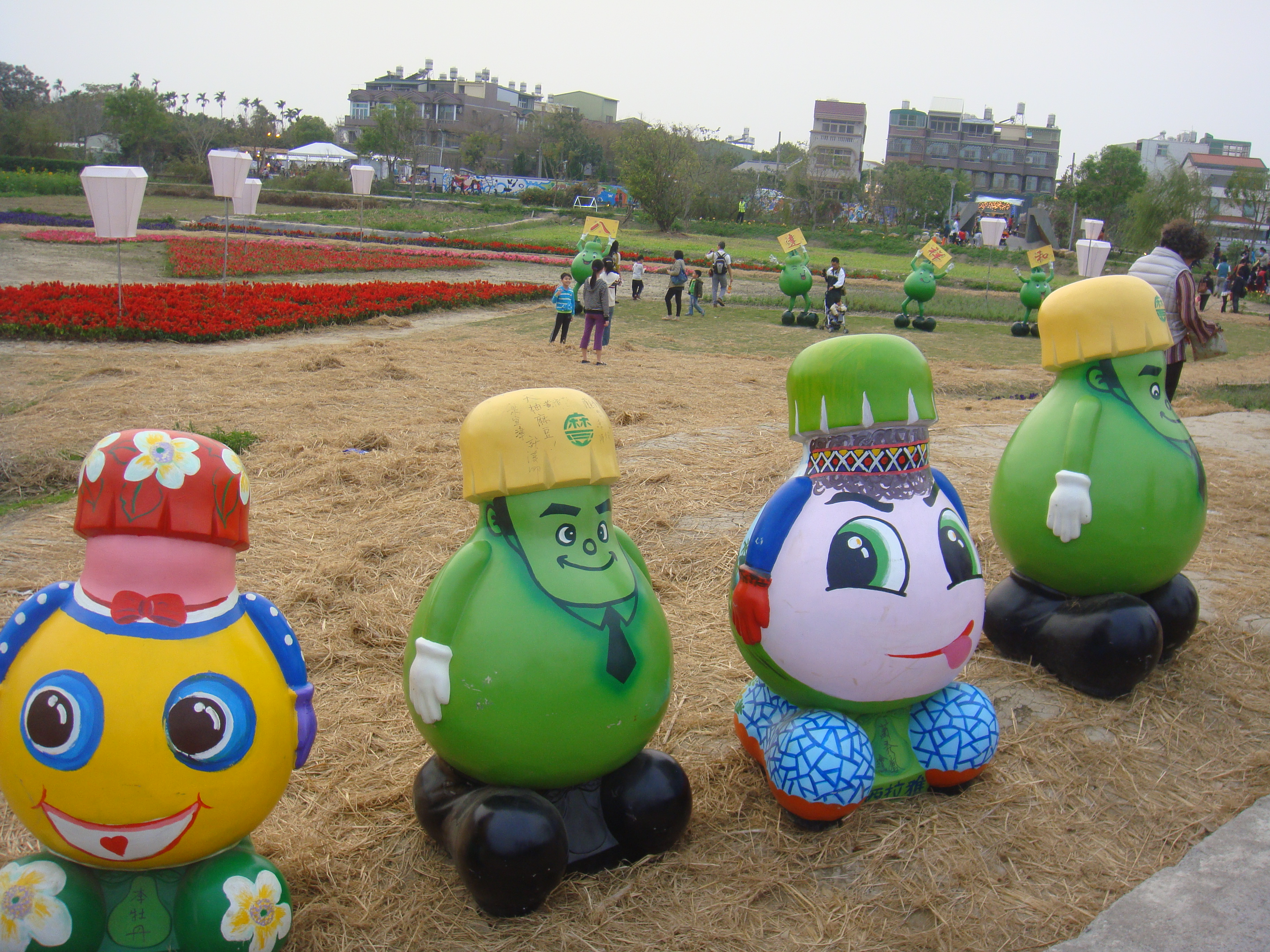
2015月津港燈節信義路旁花圃

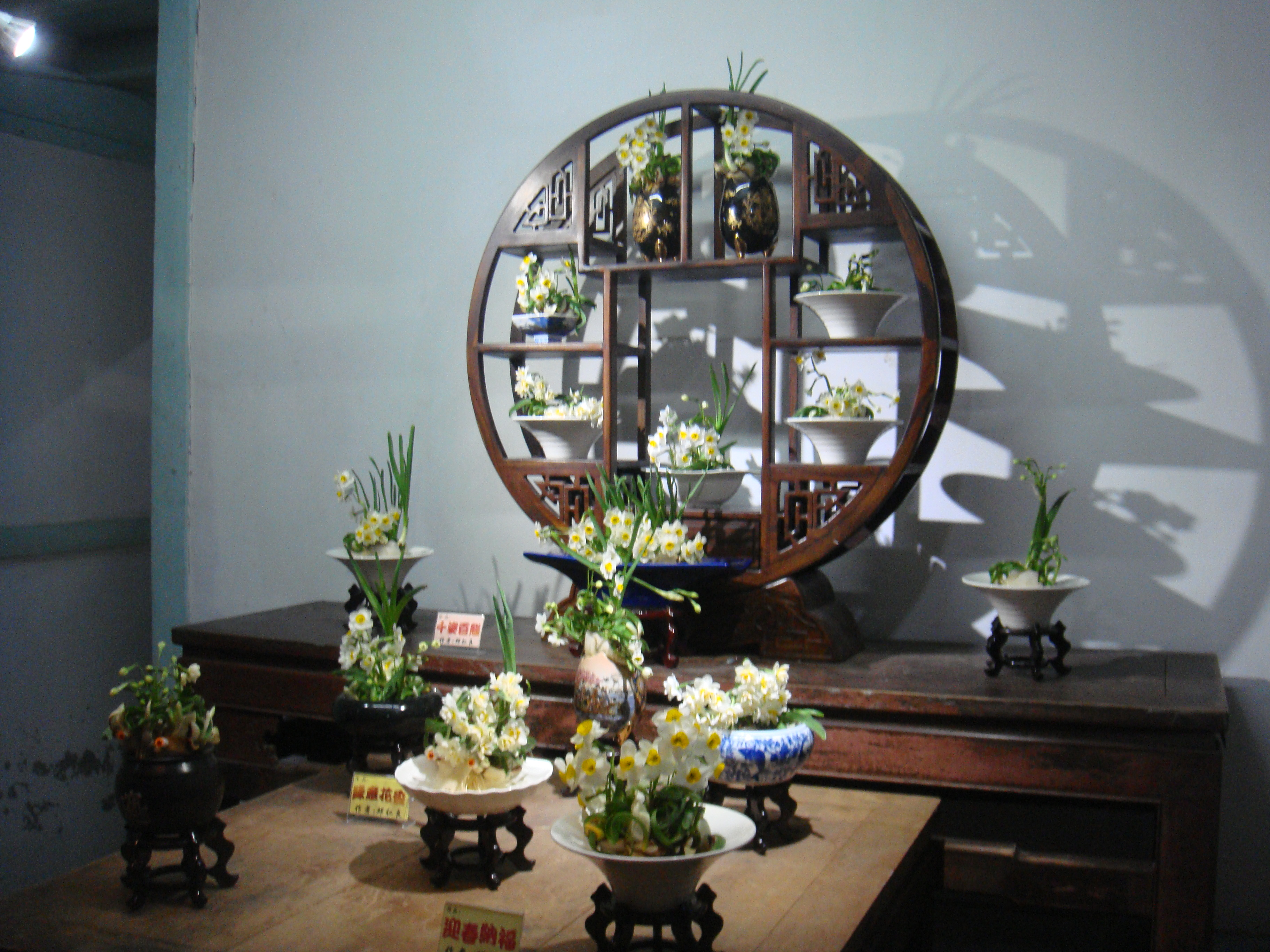
2016月津港燈節 橋南水仙展

鹽水蜂炮
鹽水蜂炮活動於農曆正月十四日開始至元宵節隔日午夜結束，從鹽水武廟分4條遶境路線，神轎到達之處即會開始施放炮城，每年均吸引大批遊客前來體驗「衝蜂炮」的刺激感。鹽水蜂炮活動歷史悠久，為國內獨特的民間傳統民俗活動，於102年入選內政部「臺灣宗教百景」，並經交通部觀光局獲選104年至107年「台灣觀光年曆」。「台灣慶元宵─鹽水蜂炮」國際級民俗活動，充分顯示蜂炮體驗文化的在地性與國際性。
巷弄燈區
鹽水市區內有許多古色古香的巷弄，擁有許多特色。2010年月津港燈節期間，藝術家就在王爺巷內策劃了「王爺巷美術館」的展覽，開始了巷弄內燈區的展出，2012年還擴大至一銀巷、連成巷及修德拜亭等區，以懸掛燈籠或裝置巷弄燈節作品等方式展出，搭配牆上的詩詞燈箱及設置特別的藝術景點，漫步其中，不但年節味十足，更充滿懷舊的風情，算是燈節的一大秘境。
信義路花海 （页面存档备份，存于）
「月津繽紛花海」於鹽水區信義路兩側栽種各式花卉，點綴各色繽紛草花，為春節賞花、闔家出遊最佳去處。
橋南水仙展
由臺南市月津水仙花協會舉辦，每年以不同的主題，於橋南老街規劃「水仙花雕刻藝術創作展」，推廣在地傳統技藝水仙花雕刻藝術，希望提供遊客高品質的深度旅遊。
永成戲院藝文展
永成戲院於新春其間特別規劃一系列精彩活動，初一到初五下午安排各式藝文團體的表演；初一到初五晚上則播出台灣原創動畫電影，是遊客休憩與欣賞藝文演出的好地方。
八角樓創作花燈成果展
南榮科大配合月津港燈節活動，每年以創新、創意精神用不同的媒材共同創作不同元素的花燈及燈籠，成為了鹽水的地方燈會，並璀璨妝點鹽水最知名地標「八角樓」。

## 周邊景點

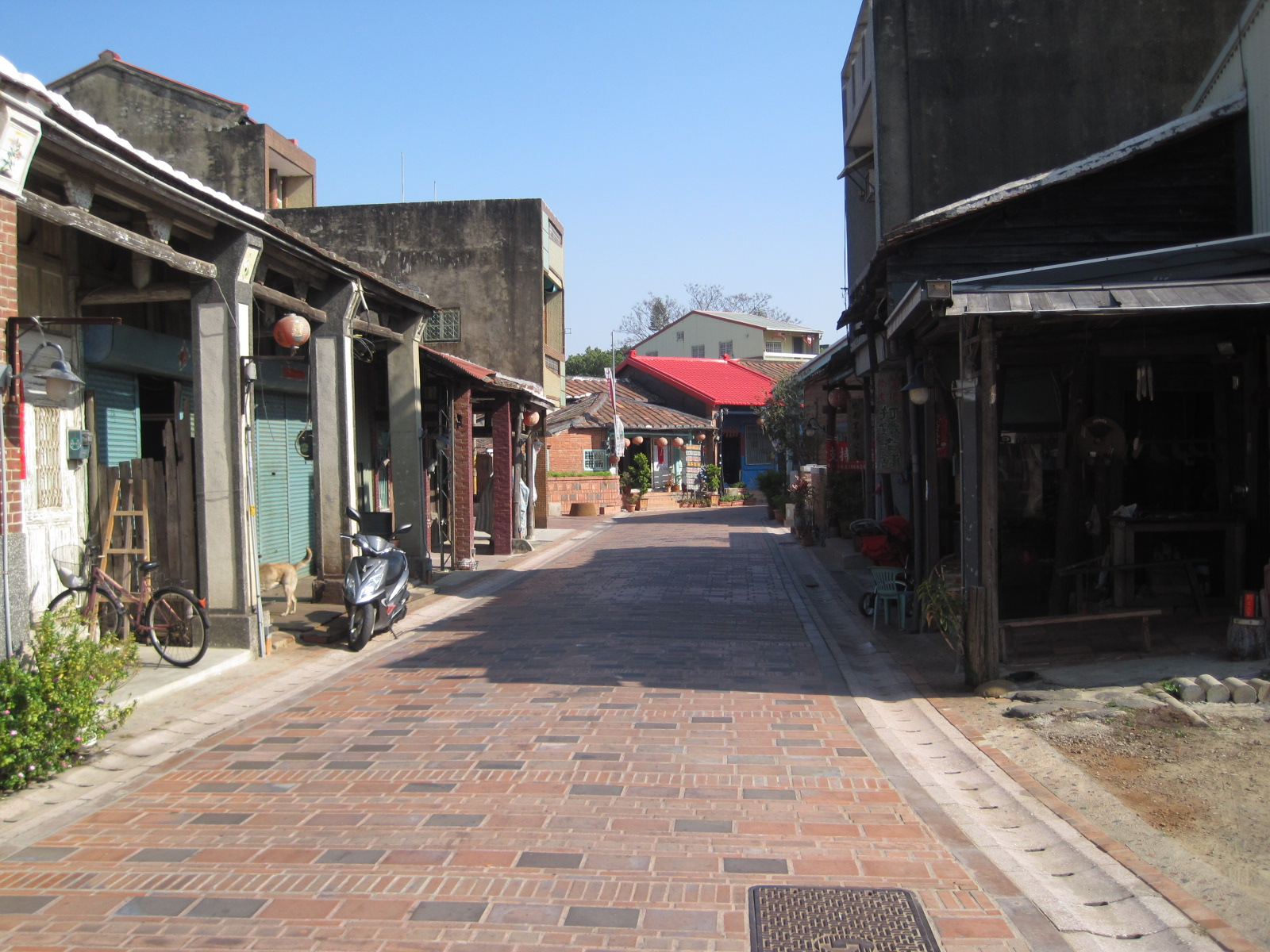
鹽水橋南老街

- 鹽水八角樓
- 橋南老街
- 鹽水大眾廟
- 永成戲院
- 鹽水武廟
- 鹽水護庇宮
- 鹽水車站
- 鹽水天主聖神堂
- 鹽水點心城
- 王爺巷、一銀巷、連成巷、魚鱗巷

## 得獎殊榮
- 德国紅點設計大獎 展場設計組紅點獎（2018）

## 歷屆燈節簡介
| 年度 | 開展日期 | 閉展日期 | 生肖 | 燈節主題                 | 簡介 | 到訪人次 |
| ---- | -------- | -------- | ---- | ------------------------ | --- | -------- |
| 2010 | 2月12日  | 2月28日  | 虎   | 人來蜂2010月津港迎春燈會 | 邀請14位參展藝術家，以鹽水八景為概念發想，透過創意、藝術傳遞鹽水文化與昔日古港風華記憶，並配合燈會舉行水仙花展，期使水岸周邊成為社區居民及遊客的休閒好去處，再造月津港新風貌。 | -        |
| 2012 | 1月20日  | 2月6日   | 龍   | 春江月津，一千零一月     | 結合台南行春活動《鼓。月。蜂。火》，以鹽水人文特色為文化創意藝術花燈發想，結合燈會、音樂會及水仙花展。 | 15萬     |
| 2013 | 2月5日   | 2月24日  | 蛇   | 夢中的城市，台南         | 除了以月津港親水公園公1及公17為主展區，並擴大串聯結合公18-1港區與周邊人文景點。共設置10座主燈區，並打造興隆橋、曲橋、水月橋及信義路自行車橋4座橋成為光之公共藝術，永成戲院、王爺巷及橋南老街呈現傳統花燈及窗花剪影，營造出古老元宵節的熱鬧及古典的氛圍。 | 20萬     |
| 2014 | 1月25日  | 3月2日   | 馬   | 鹽水上河圖               | 主燈位於水月橋對岸邊的「日光域」，由近年備受注目的藝術創作團隊「豪華朗機工」創作。此作品收集臺南地區廢棄戶外燈具為主要材料，以環保永續的LED燈為光源。巨形的球體主燈依偎在月津港畔一顆大樹與一群三合院旁，由水月橋方向望去，是最完美的小橋流水人家構圖。藝術團隊並以電腦程式發展出獨特的明滅規律，彷彿有機的天體般呼吸著，使其白天和夜晚各具不同風景，具有突破時空限制、讓府城盛景永續之寓意。                                                                        | 50萬     |
| 2015 | 2月14日  | 3月15日  | 羊   | 鹽水夜宴圖               | 依「聽樂」、「觀舞」、「歇息」、「清吹」、「散宴」等五大主題呈現，今年投入創作的藝術家來自來自日本、加拿大、臺灣達計約52位藝術家，創作結合聲音、影像及表演藝術與民眾互動，以傳統主題融合了現代裝置藝術手法，交織鹽水當地的風土民情及環境氛圍，營造在地特色的夜宴風情。 | 60萬     |
| 2016 | 1月30日  | 2月28日  | 猴   | 月光寶盒，亮今津         | 「月光寶盒」在電影改編的大話西遊中，是一只能夠讓人穿越時空，交錯時序，引發命運變化的寶盒。月津港燈節如同這只寶盒，月光下的藝術裝置，彷彿魔力一般交錯重疊著鹽水的舊時榮景、熱鬧精彩的燈節活動，更令人引頸期盼美好的未來。 藝術家依據鹽水歷史文化和地景所構思的藝術花燈，帶領民眾遊歷環湖四個燈區，自橋南老街出發，象徵月津過去的「橋南月夜曲」，接著是象徵現在的「月見心花開」，水月橋旁與大榕樹前的水域則是「月津好吉」，以平易近人的方式呈現整體藝術燈節意象。      | 60萬     |
| 2017 | 1月21日  | 2月28日  | 雞   | 四季禮讚                 | 透過光來營造環境四季「春曉」、「夏綠」、「秋紅」、「冬藏」的氛圍，且以光的四種顏色主軸搭配大型地景型亮點作品，讓民眾在四種特色氛圍中穿梭賞燈，感受不同以往的視覺饗宴。 | 82萬     |
| 2018 | 2月10日  | 3月4日   | 狗   | 相約                     | 以燈光裝置的作品形式，結合臺南鹽水本地的人文與風景，用藝術與觀眾浪漫相約。本次裝置作品將在白天與黑夜分別呈現出豐富燦爛的精彩面貌，探討自然、歷史、文明、人際與時空等的多元交會，讓美麗的不期而遇成為情深意重的長久約定，藉由光的浪漫喚起人對於約定的執著。 | 66萬     |
| 2019 | 2月2日   | 3月3日   | 豬   | 隨光。呼吸               | 「隨光呼吸」，是一場人與光與河流交錯、互擁的旅程，從河海環抱、白日與夜晚臨界的場域開始。所有的燈光裝置藝術作品，共同詮釋了三種月亮、三種場景、三種意境。 | 91萬     |
| 2020 | 1月18日  | 2月16日  | 鼠   | 海市蜃樓                 | 海市蜃樓為物理的光學現象，英文「Mirage」源自拉丁文，意為「看見的奇景」，也代表燈節賦予月津港的意義為歷史的想像交疊於現實環境之上，既創造出可以看見的光學奇景，也探索鹽水在時間及空間軸線上的一體多面，讓民眾與作品及地方產生更直觀的連結。 | 92萬     |
| 2021 | －       | －       | 牛   | 魔幻。拾光               | 因COVID-19疫情考量防疫而停辦一屆 從來自太陽的魔幻時刻到專屬月津港月光的「魔幻時光」，打造月光的魔幻劇場，結合科技媒材，呈現一系列散發魔幻震懾魅力的光影／聲光藝術作品，探索時光的迷人魔力。 | -        |
| 2022 | 1月22日  | 2月28日  | 虎   | 禮物                     | 2022月津港燈節，走過十年，迎來新的開始，為大家帶來一份獨一無二的「禮物」，PRESENT，這個常見的英文單詞，擁有「禮物」和「現在」兩個意涵，對於身處後疫情時期的我們，能夠好好活在當下，就是過去兩年來，生活中最深刻的期盼，我們向著明天走去，緊緊擁抱我們的是現在。未來的疫情仍是難以預測，但最珍貴的禮物，就是現在，我們眼前的這個當下。在未來2022年的我們，疫情過後，再次相遇，共享這份「禮物」。                                                                      | 110萬    |
| 2023 | 1月14日  | 2月12日  | 兔   | 城裡的月光               | 以「城裡的月光」為主題，集結了古今中外關於月亮的故事與想像，透過藝術裝置，「月」與「樂」的聲光交織，讓人們的目光再度聚焦於這照亮南台灣的鹽水，感受國際級的聲光藝術饗宴。 | 98萬     |
| 2024 | 1月27日  | 3月3日   | 龍   | 夢想將近 – 鹽水新視界    | 臺南鹽水，一座歷經了超乎400年歷史的舊城鎮，隨著年輕藝術家的返鄉而創辦了第一年的月津港燈節，透過藝術的型態，將更多文化元素帶入常民生活，逐步構起屬於鹽水的特色與驕傲。十多年來，數十組的海內外藝術家團隊，都曾忘返於這片月港，透過各種藝術型態的傳達對於月津港的一分敬意。本次燈節以「夢想將近．鹽水新視界」為主題，不僅彰顯月津港的悠久歷史，更期望一代又一代的作品於此所埋下的希望種子，能夠逐步綻放。 註：恰逢2024年臺灣燈會在台南，故與之串連成為台南的衛星展區。 | 104萬    |
| 2025 | 1月18日  | 2月16日  | 蛇   | 光的年輪                 | 以「光的年輪」作爲本次燈節主軸，官方臉書貼文中如此闡述該主題：年輪是時間的累積。自然界中，季節更替，太陽、月亮的陰晴圓缺，成就了「光」成長的軌跡。一年之初，我們來到這裡，細數層疊光影的同時，也回到最初開始的地方，繼續生長、綻放。 |          |

## 圖片集

### 橋面作品

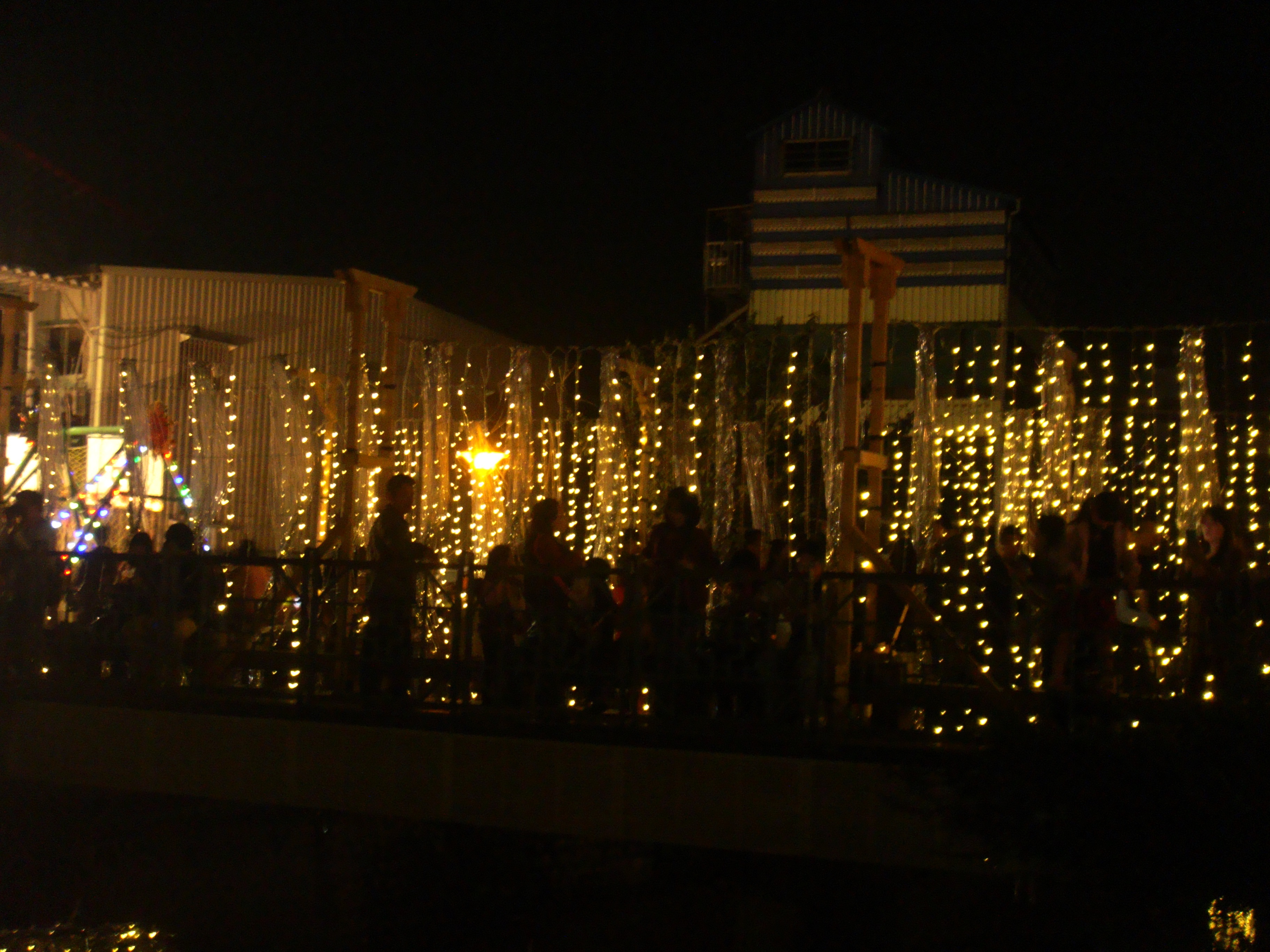
2015月津港燈節 興榮橋作品-蜂耀興隆
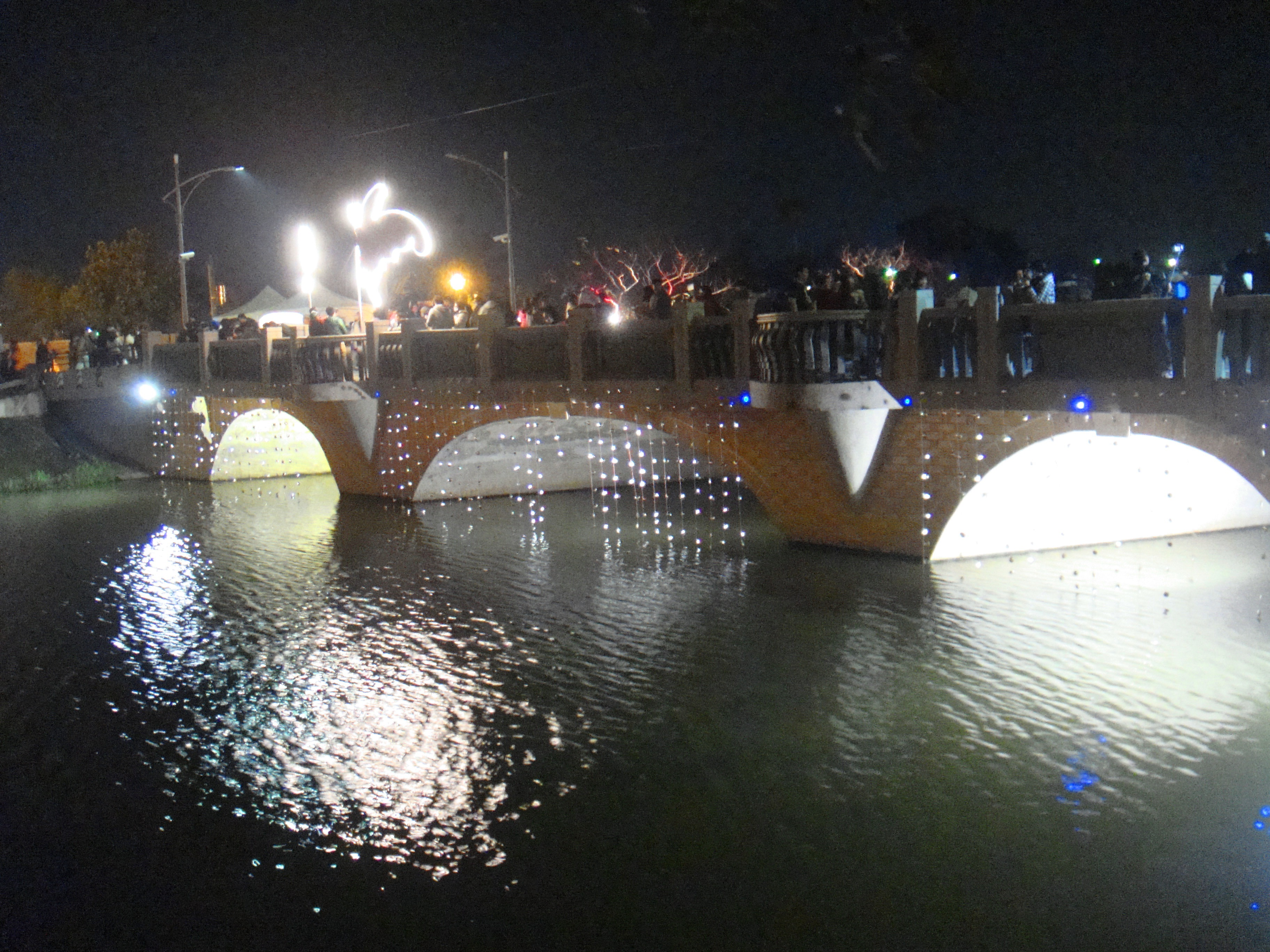
2016月津港燈節 水月橋作品
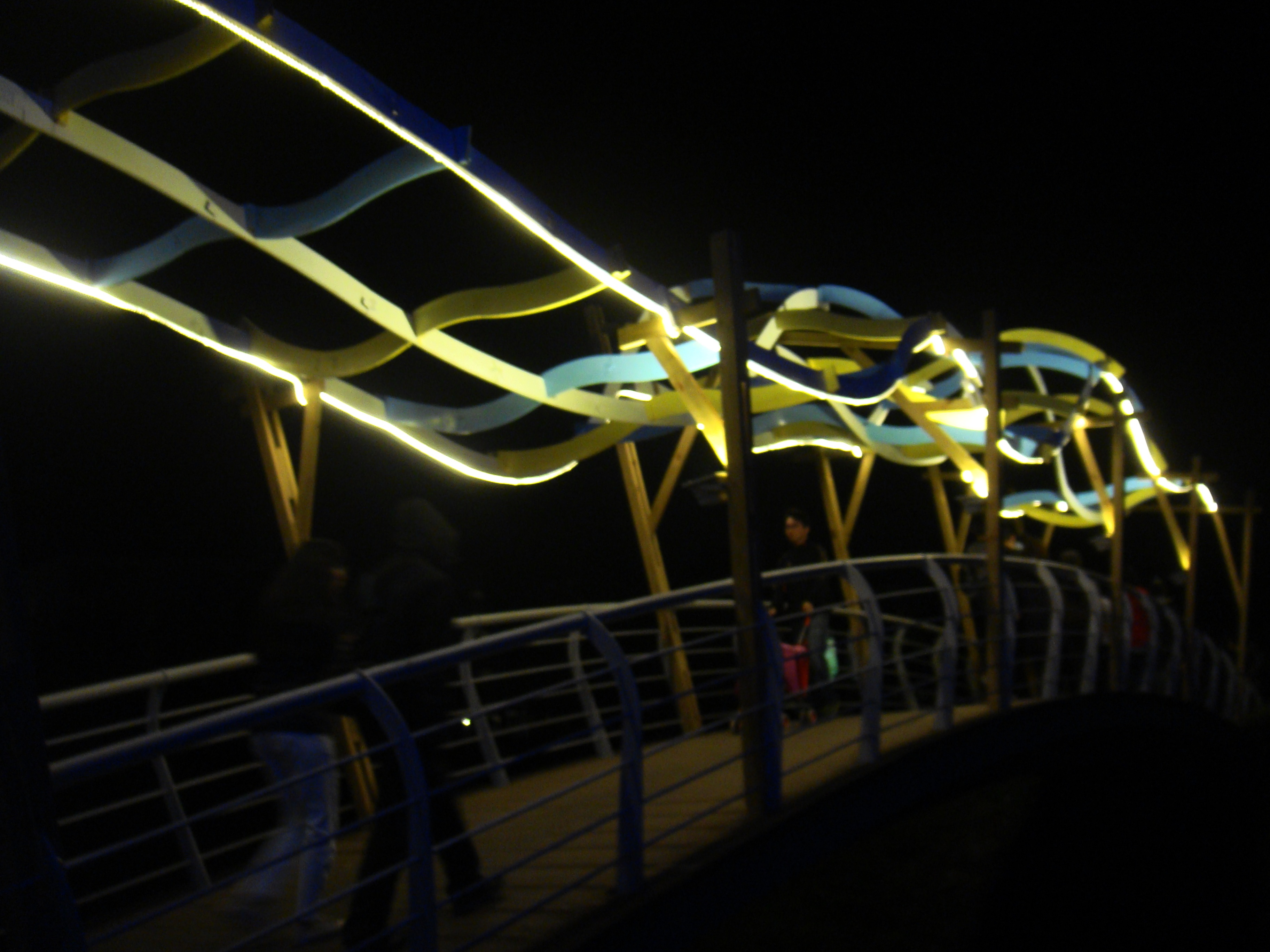
2016月津港燈節 拱橋作品-流動.水月
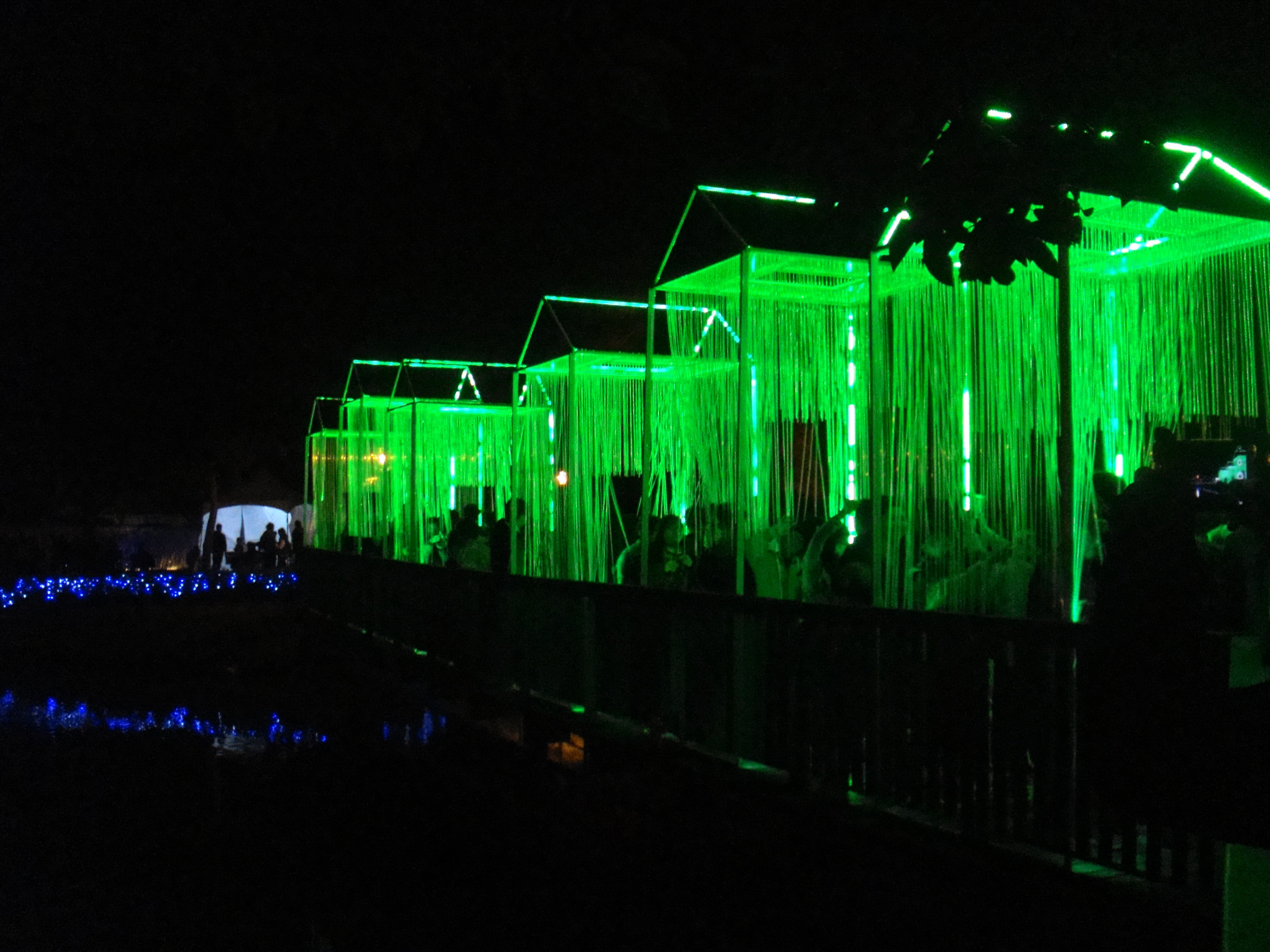
2017月津港燈節 曲橋作品-線代閣
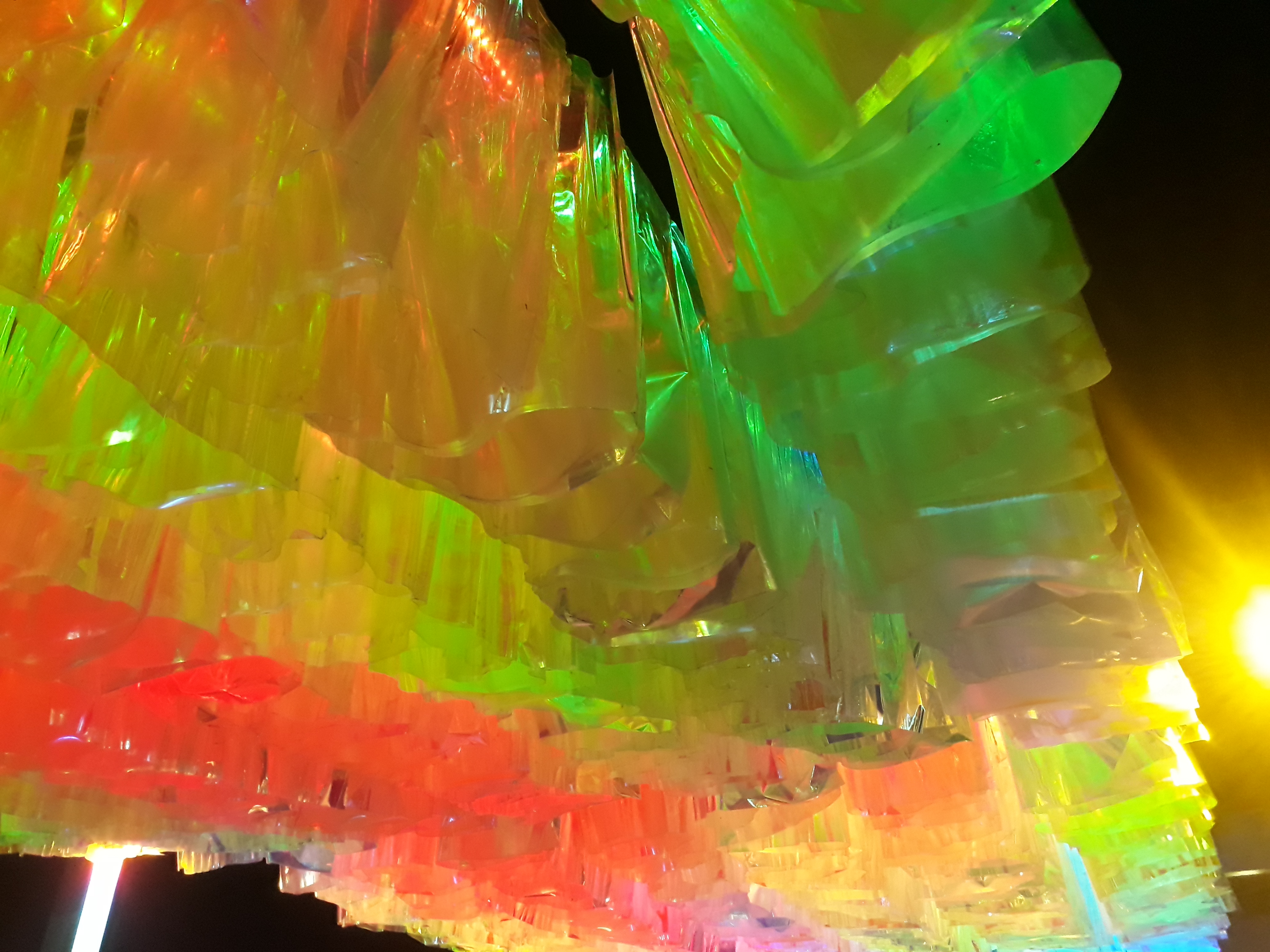
2019月津港燈節 自行車橋作品- Aurora之境
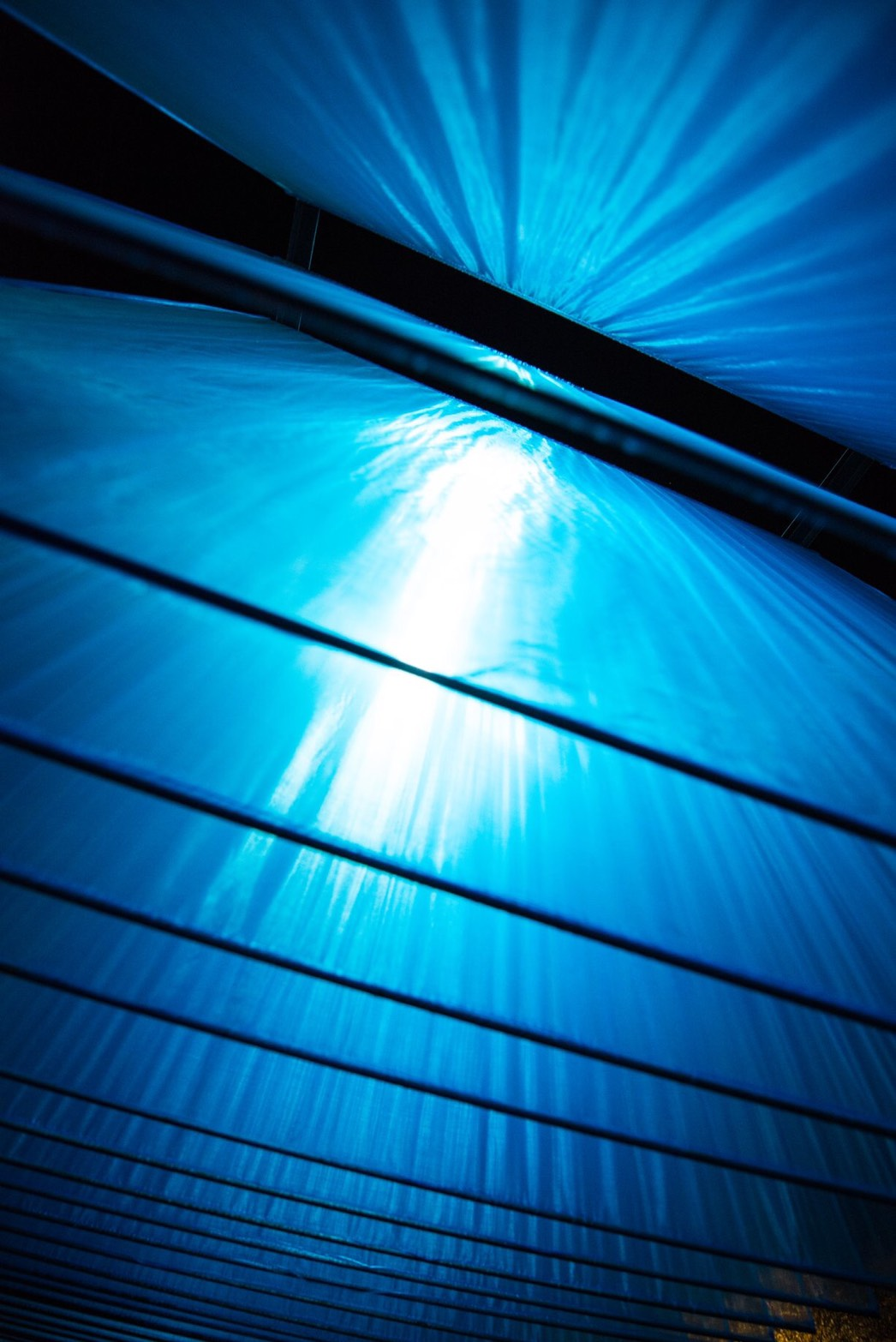
2019月津港燈節作品-看見自然的呼吸

### 水域作品

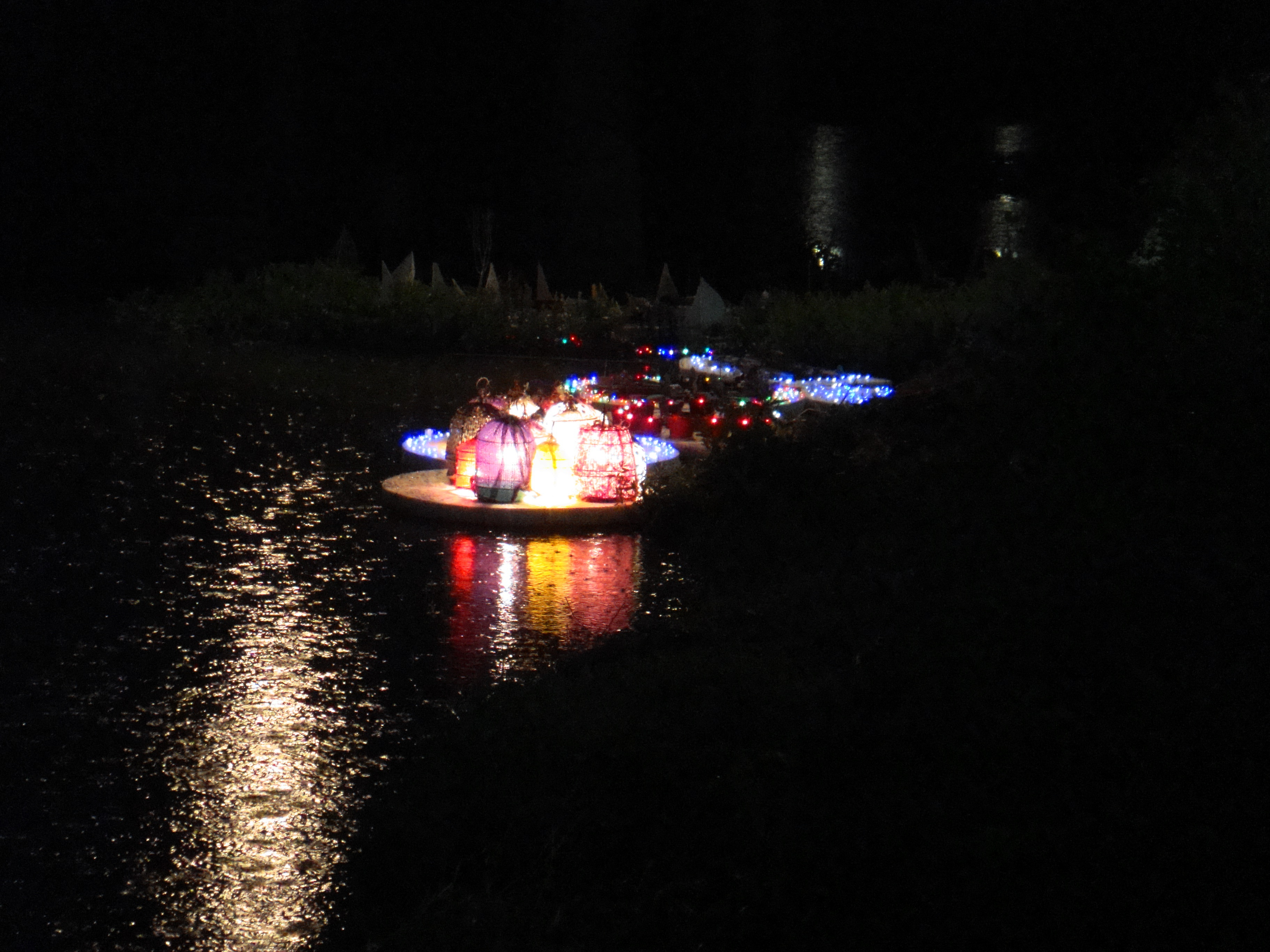
2010月津港燈節 水域作品-點點漁火照月津
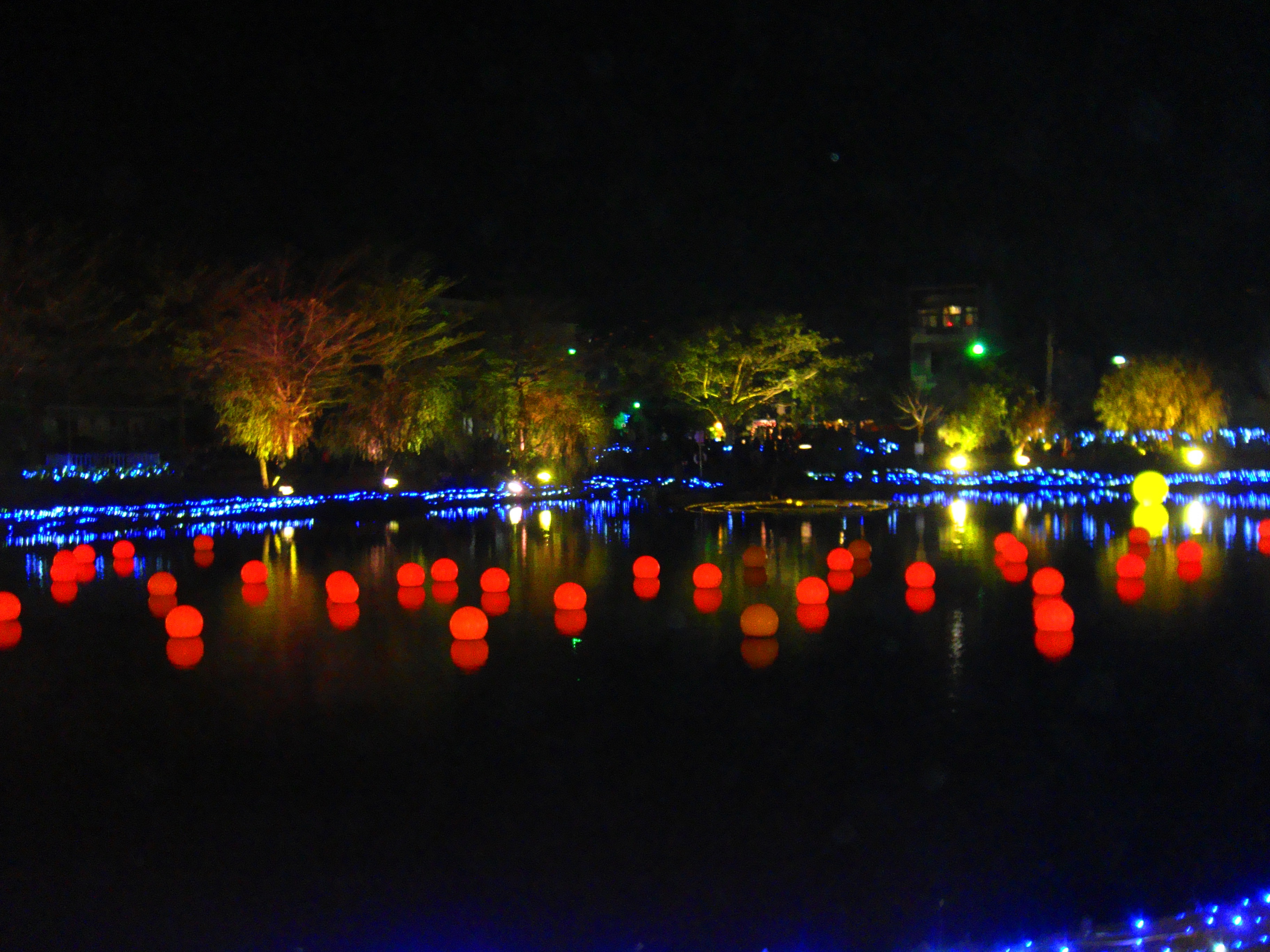
2013月津港燈節 水域燈區-月河
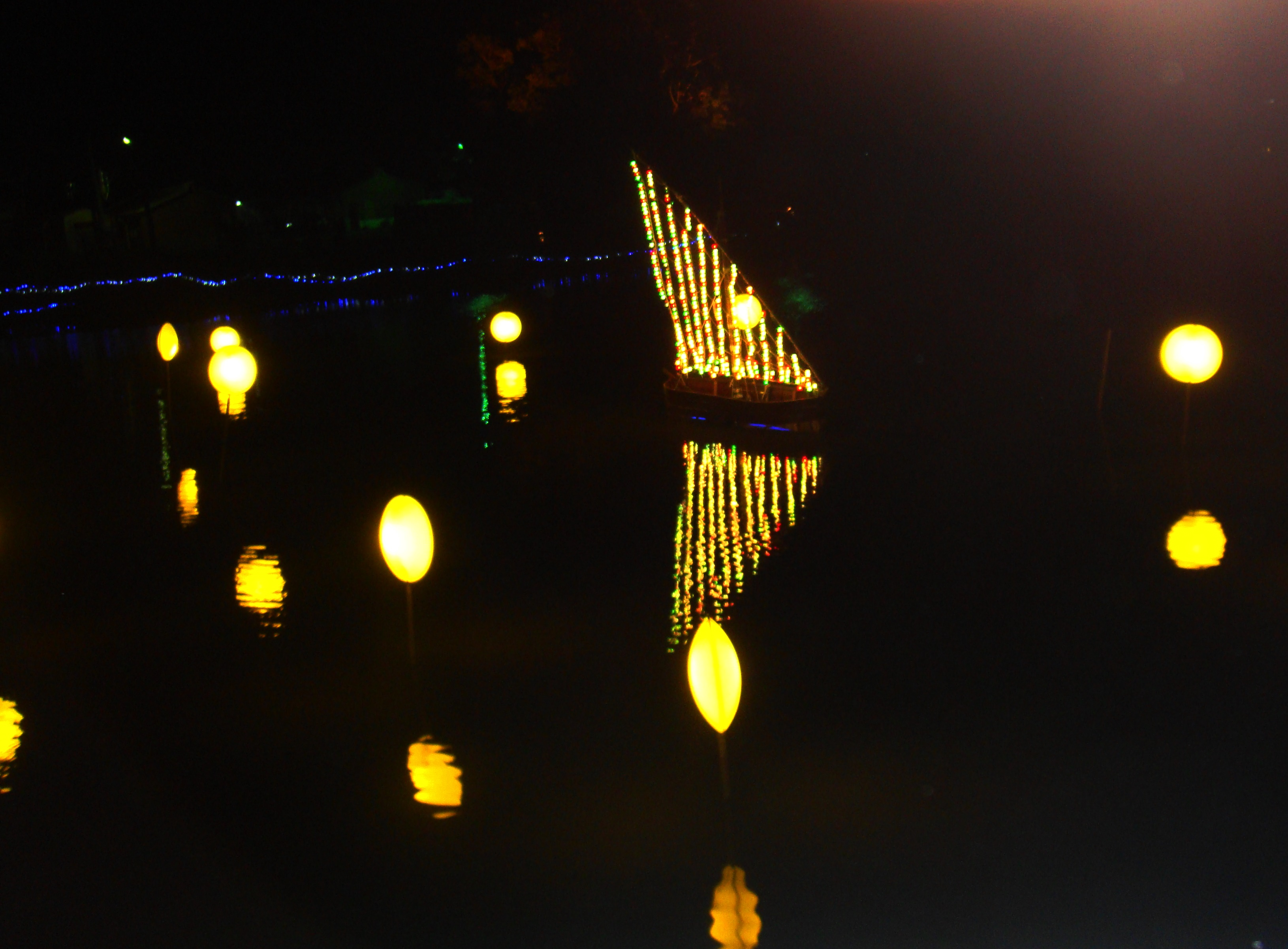
2013月津港燈節 水域燈區-旅人的記憶
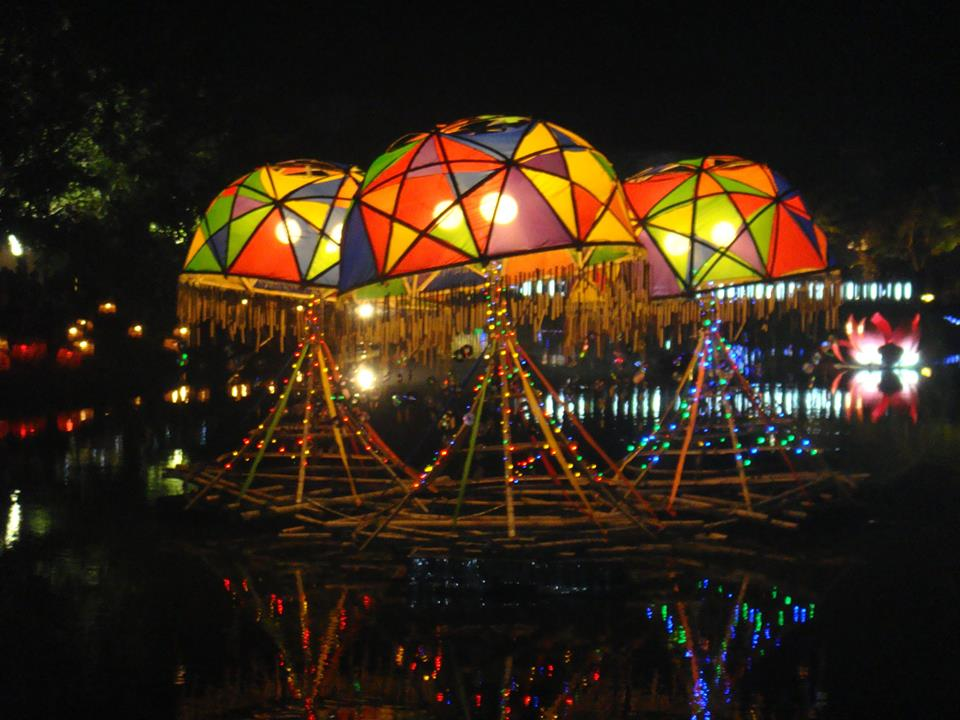
2014月津港燈節 水域作品-竹水母
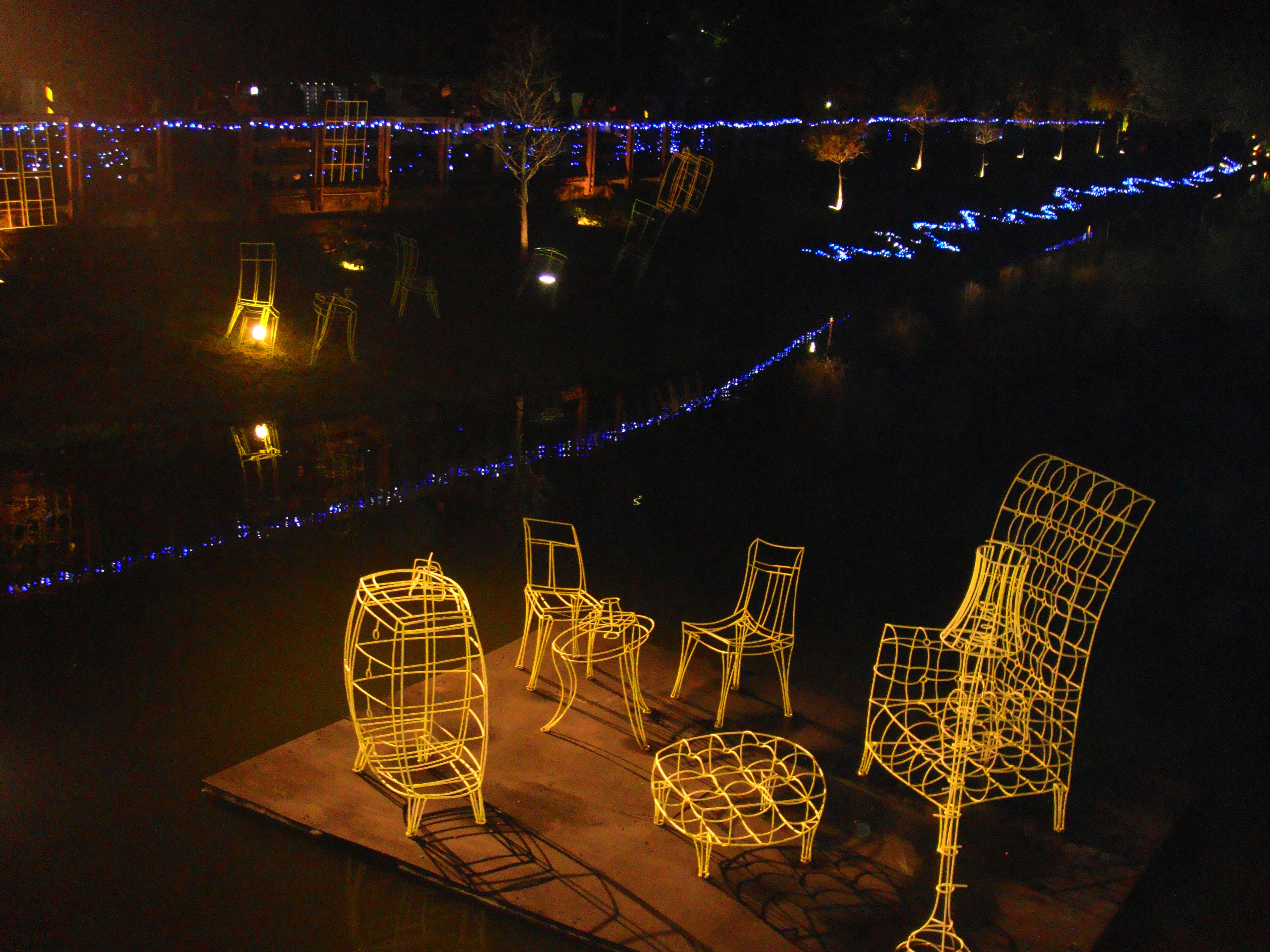
2014月津港燈節 水域作品-上河饗宴
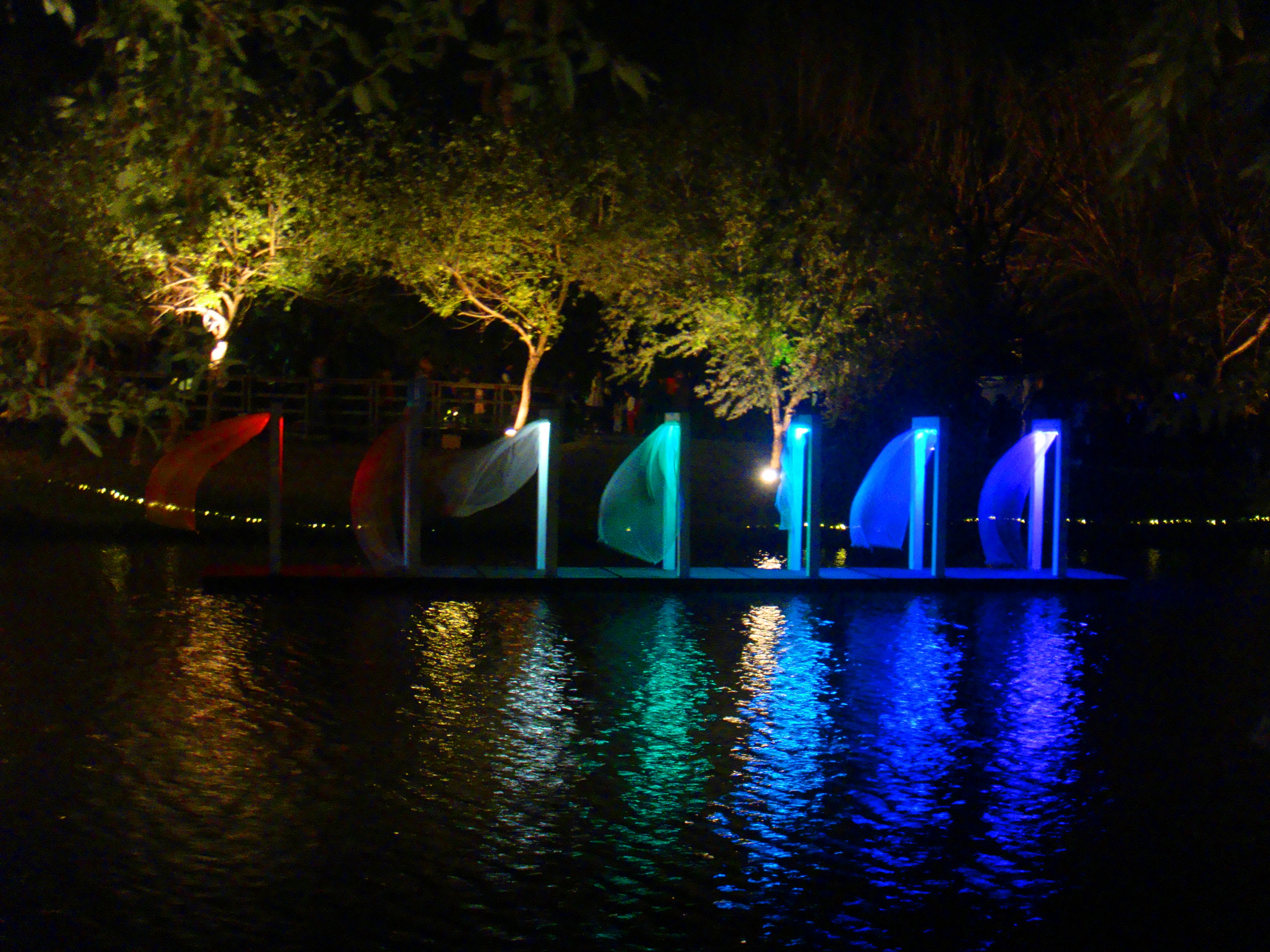
2015月津港燈節 水域作品-虹流
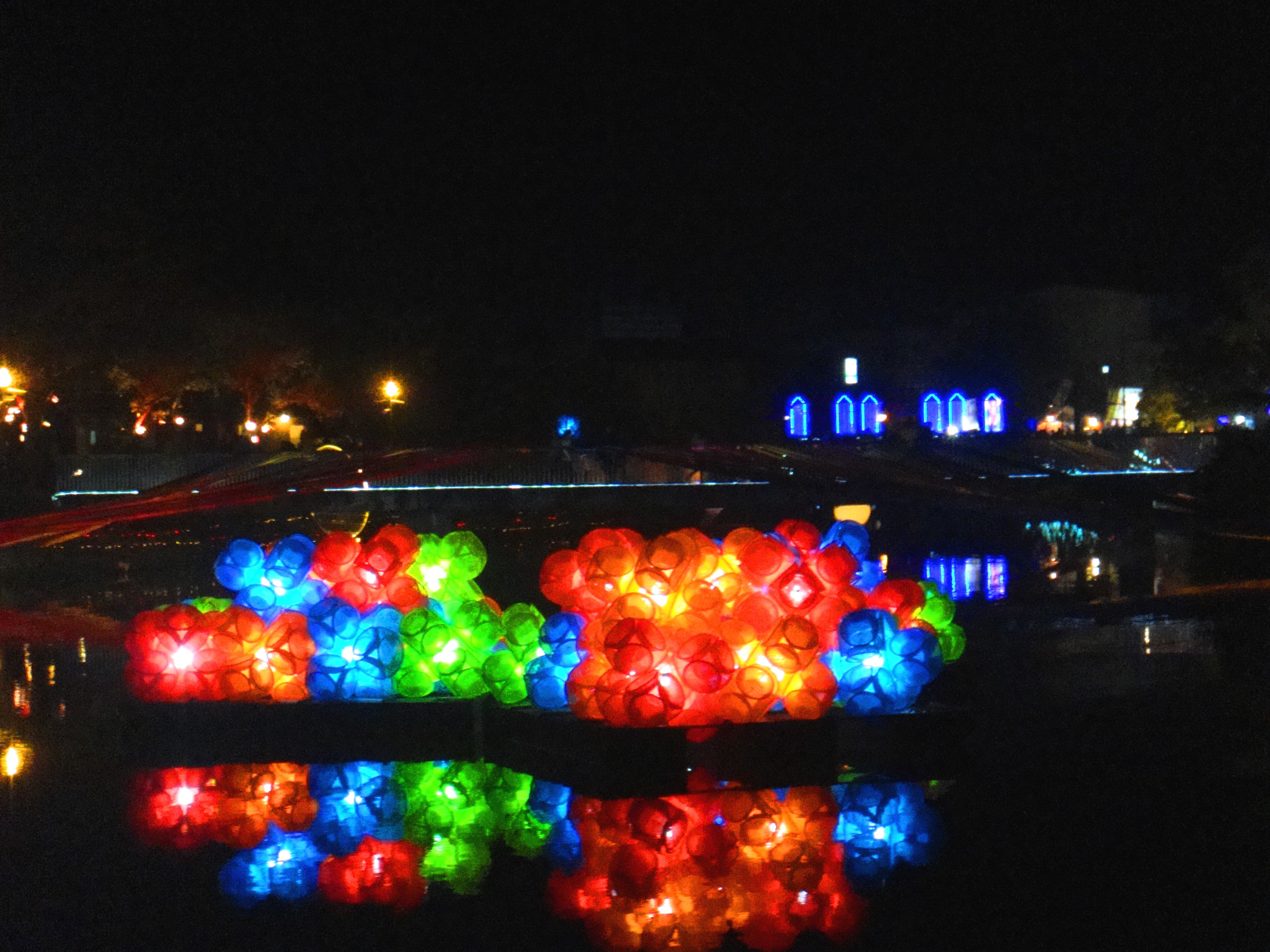
2016月津港燈節 水域作品-七彩漁火
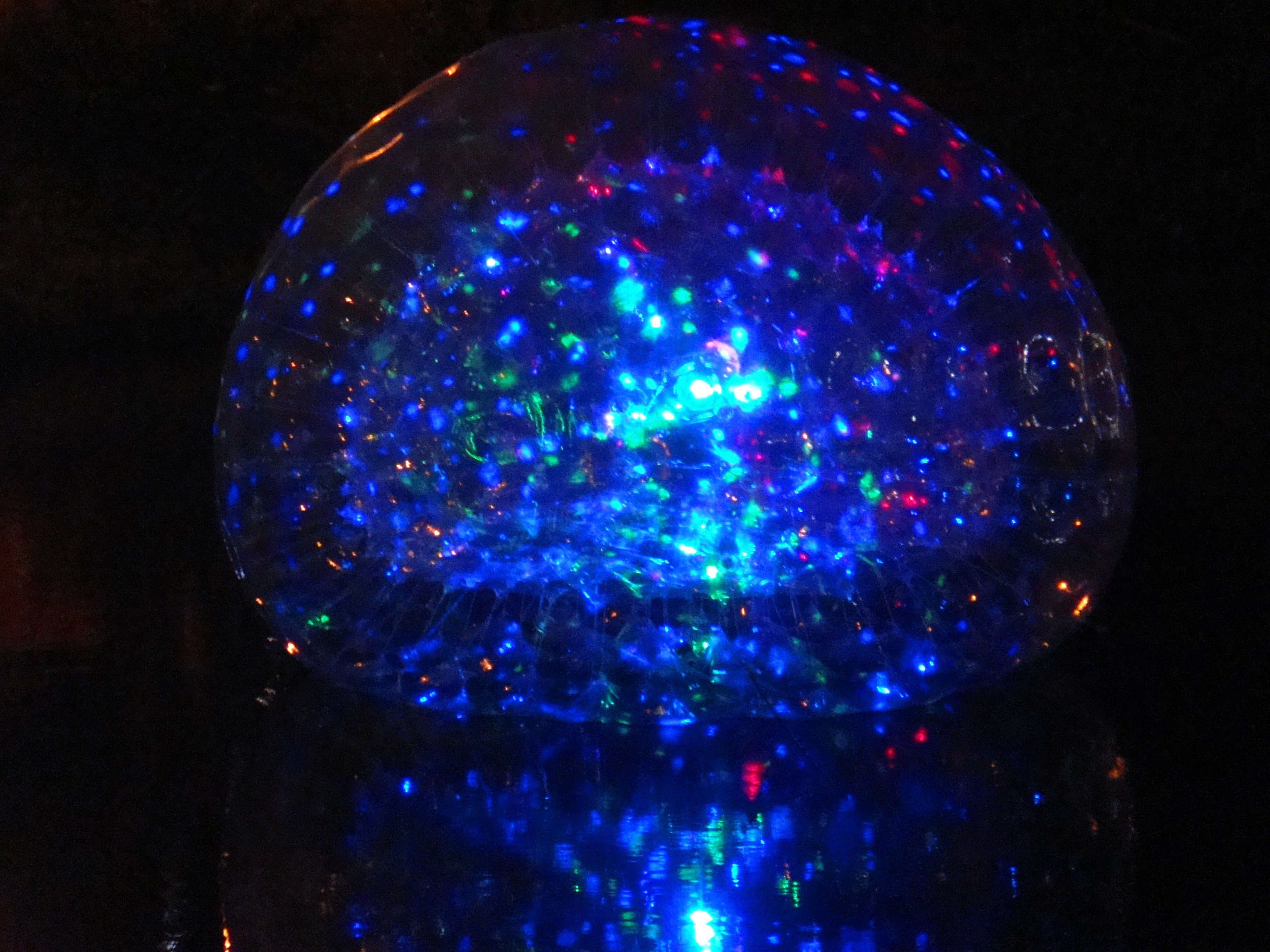
2017月津港燈節 水域作品-ㄚ星球.誕生
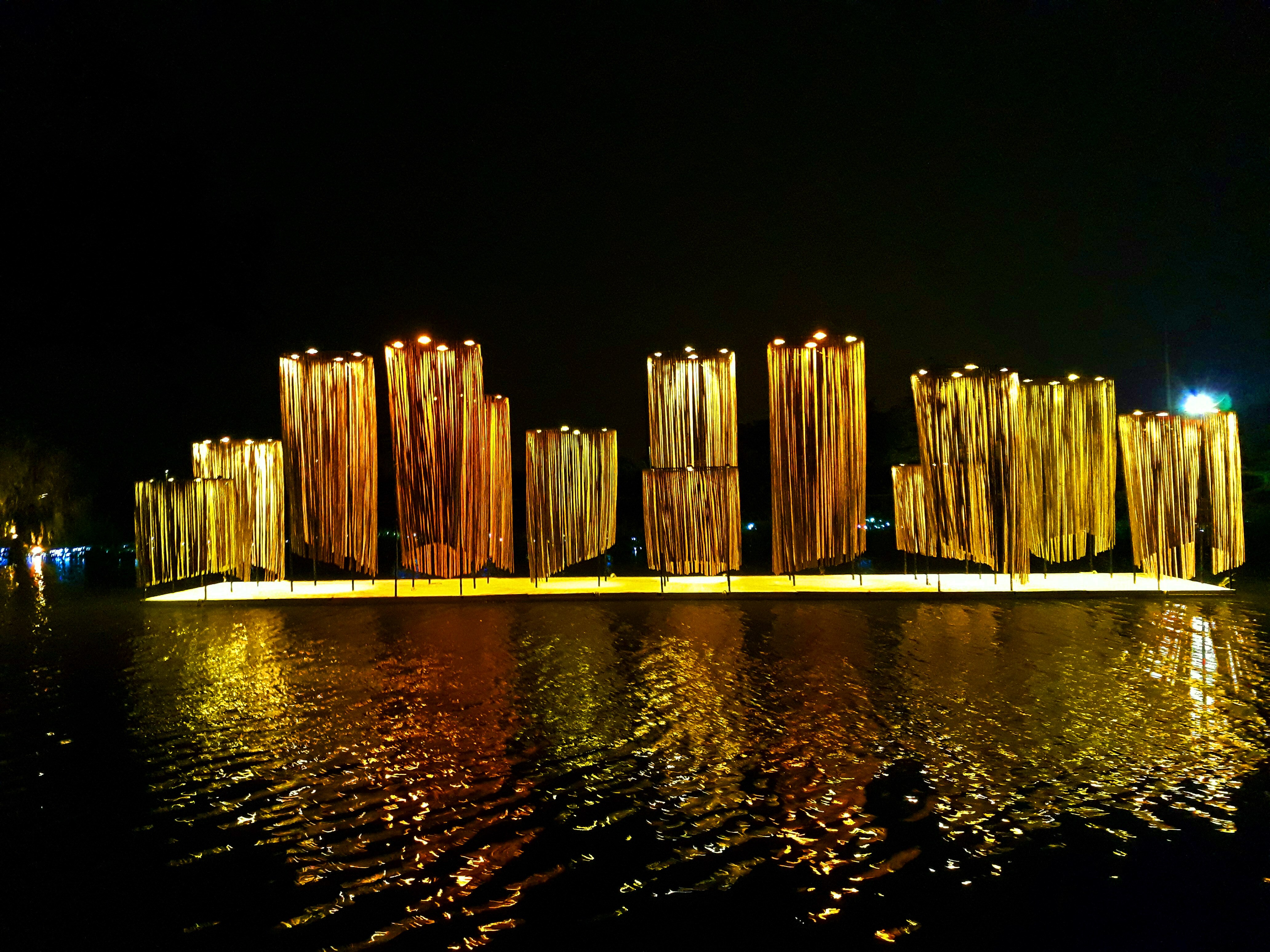
2018月津港燈節 水域作品-無關
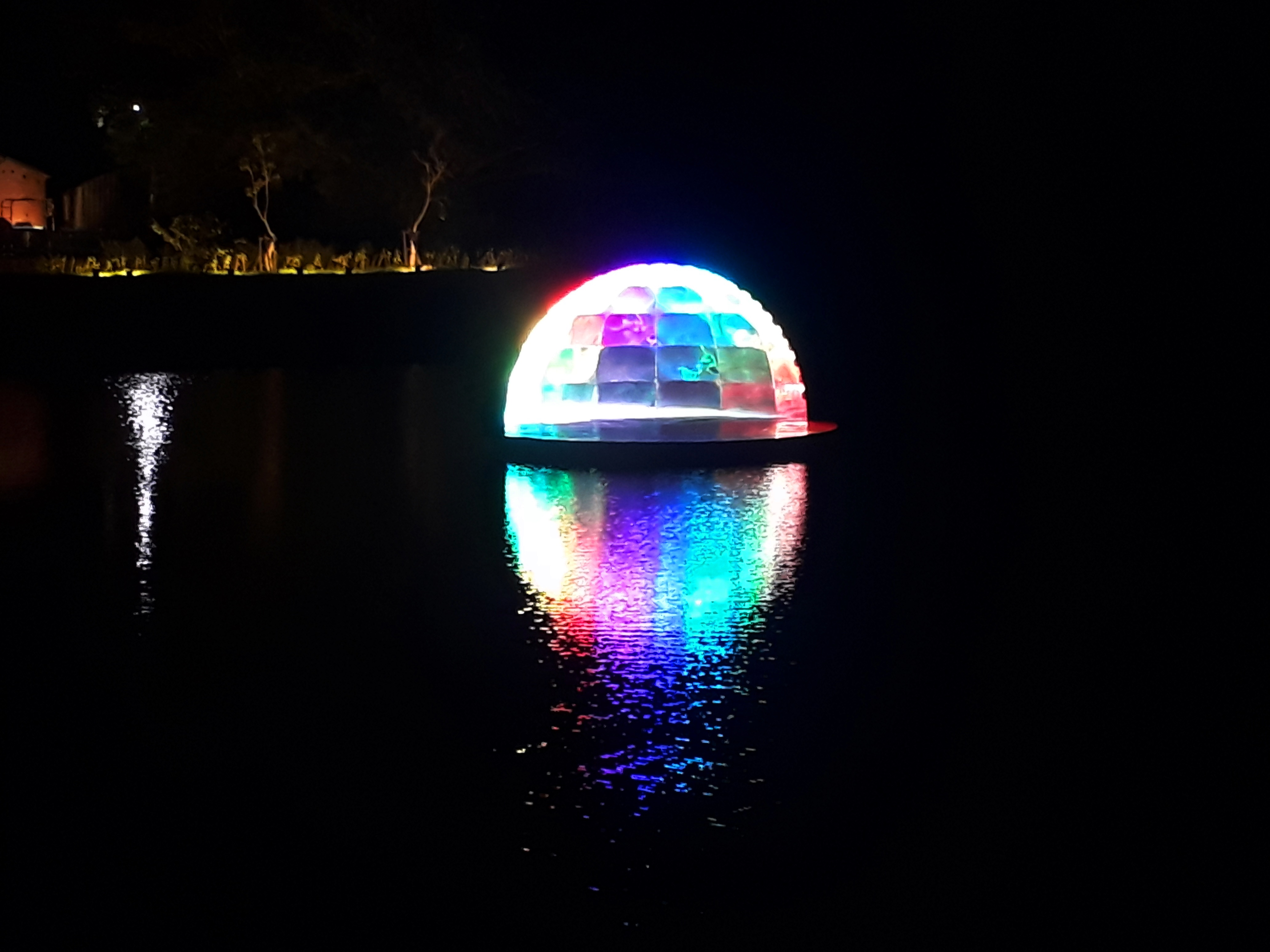
2019月津港燈節 水域作品-FALLING MOON
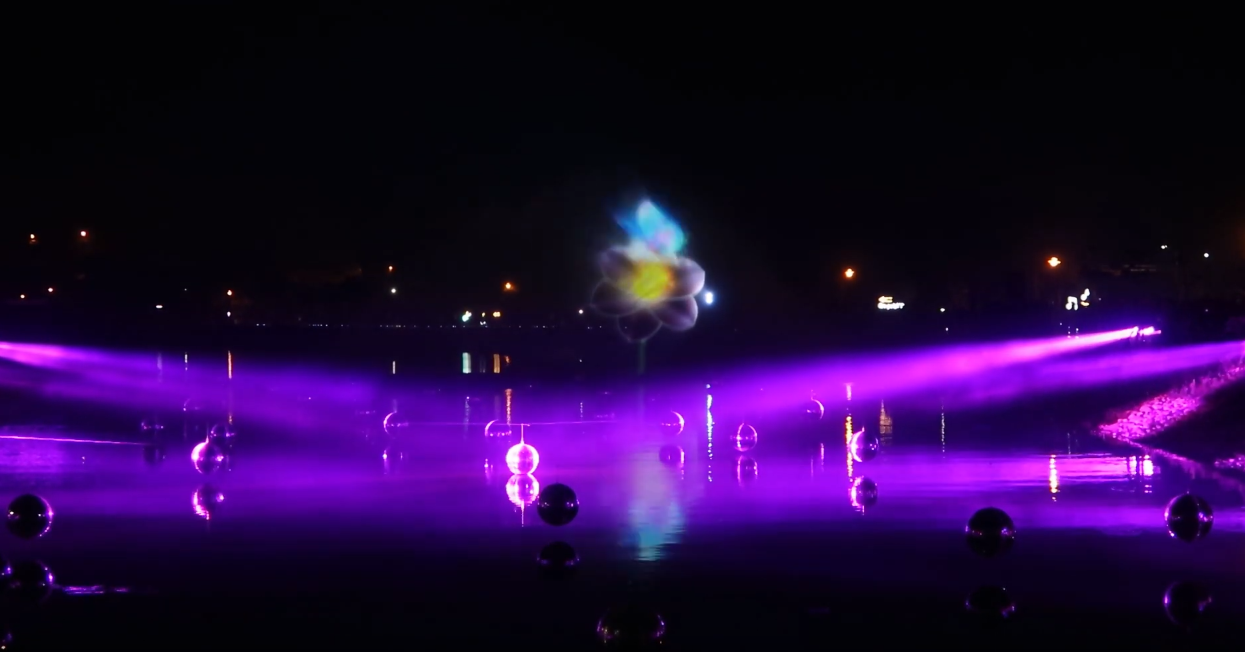
2019月津港燈節 燈光表演區-AquaMira

### 陸上作品

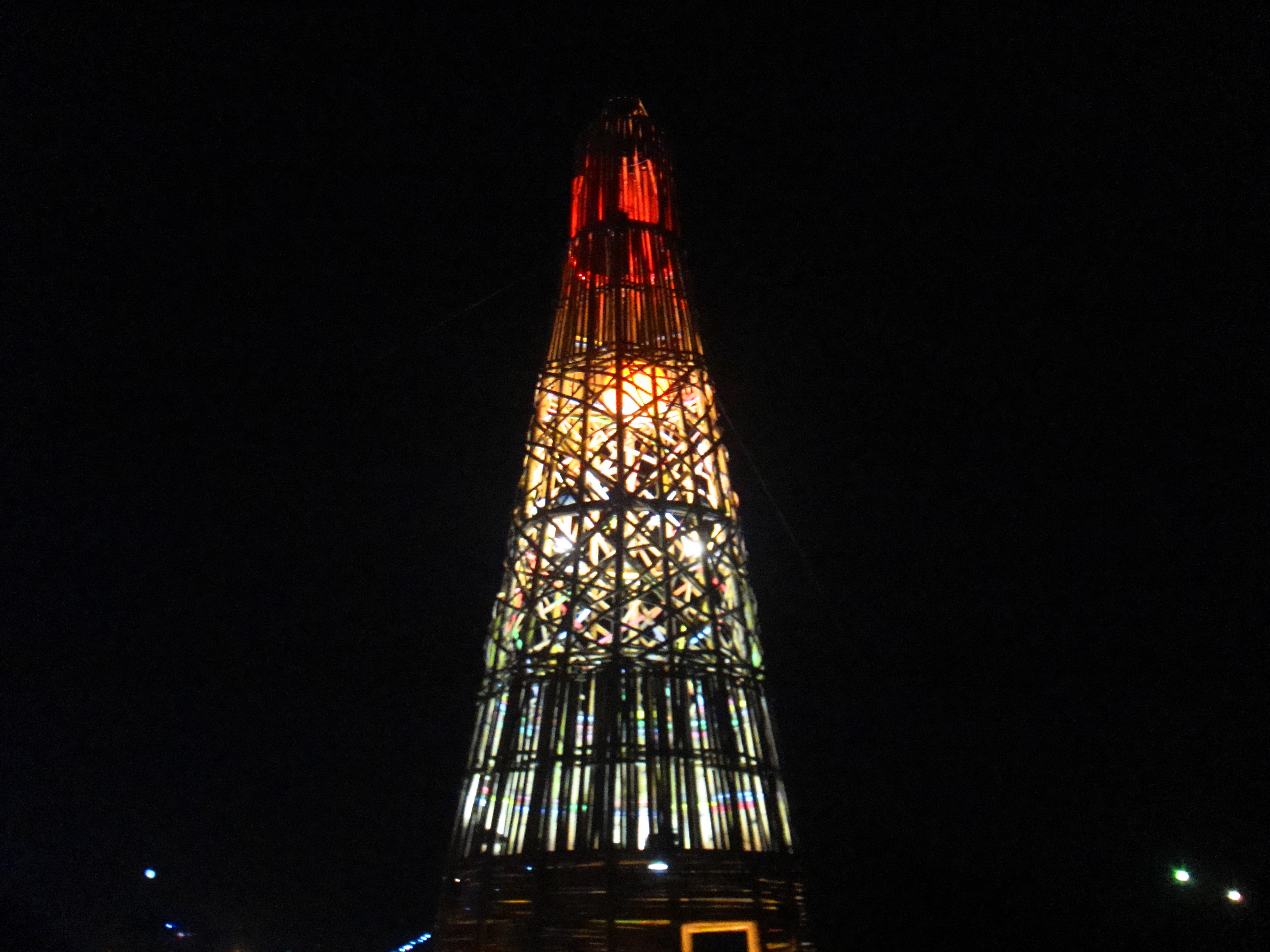
2016月津港燈節 陸上作品-望月之塔
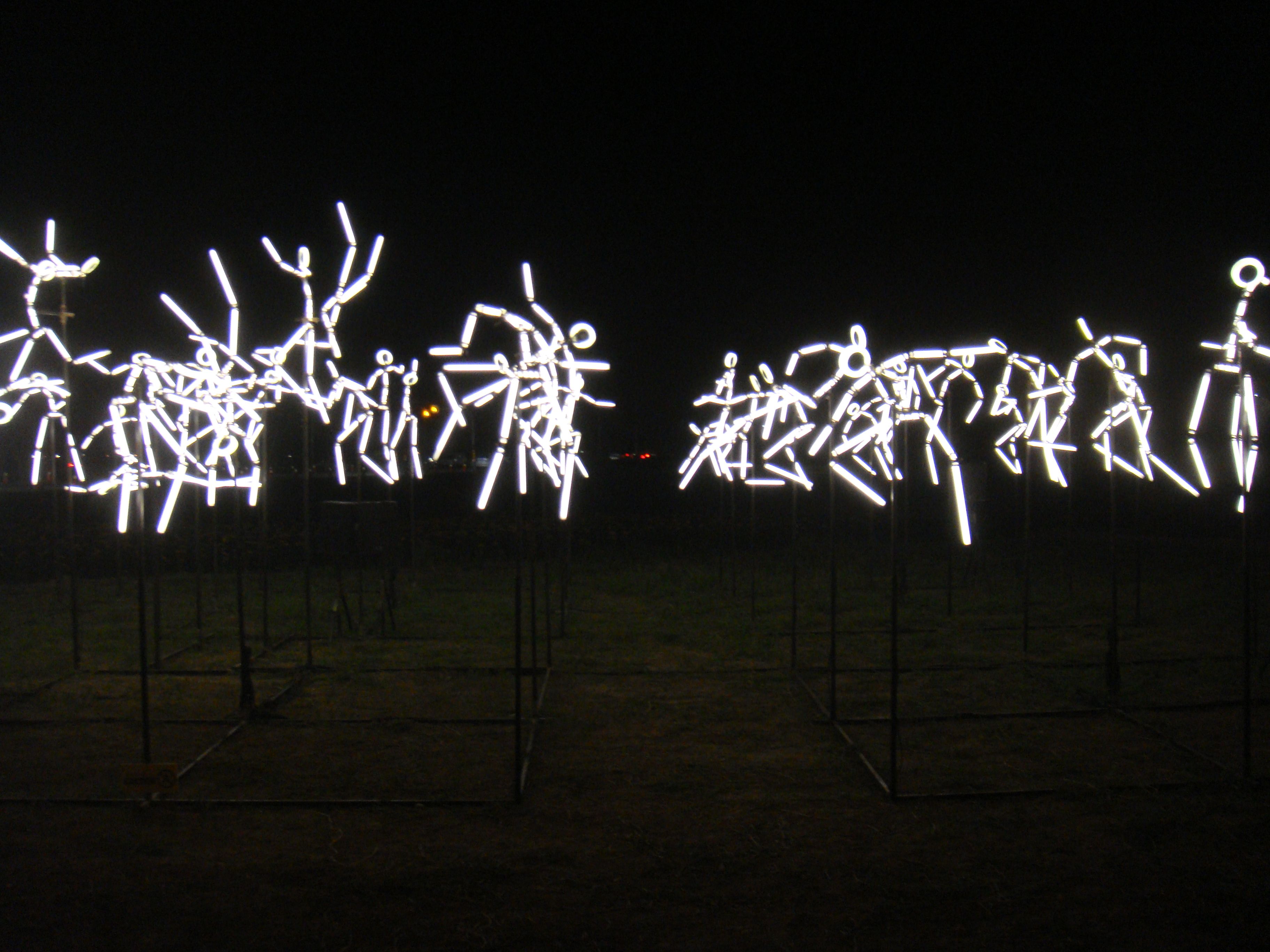
2017月津港燈節  陸上作品-KEYFRAMES
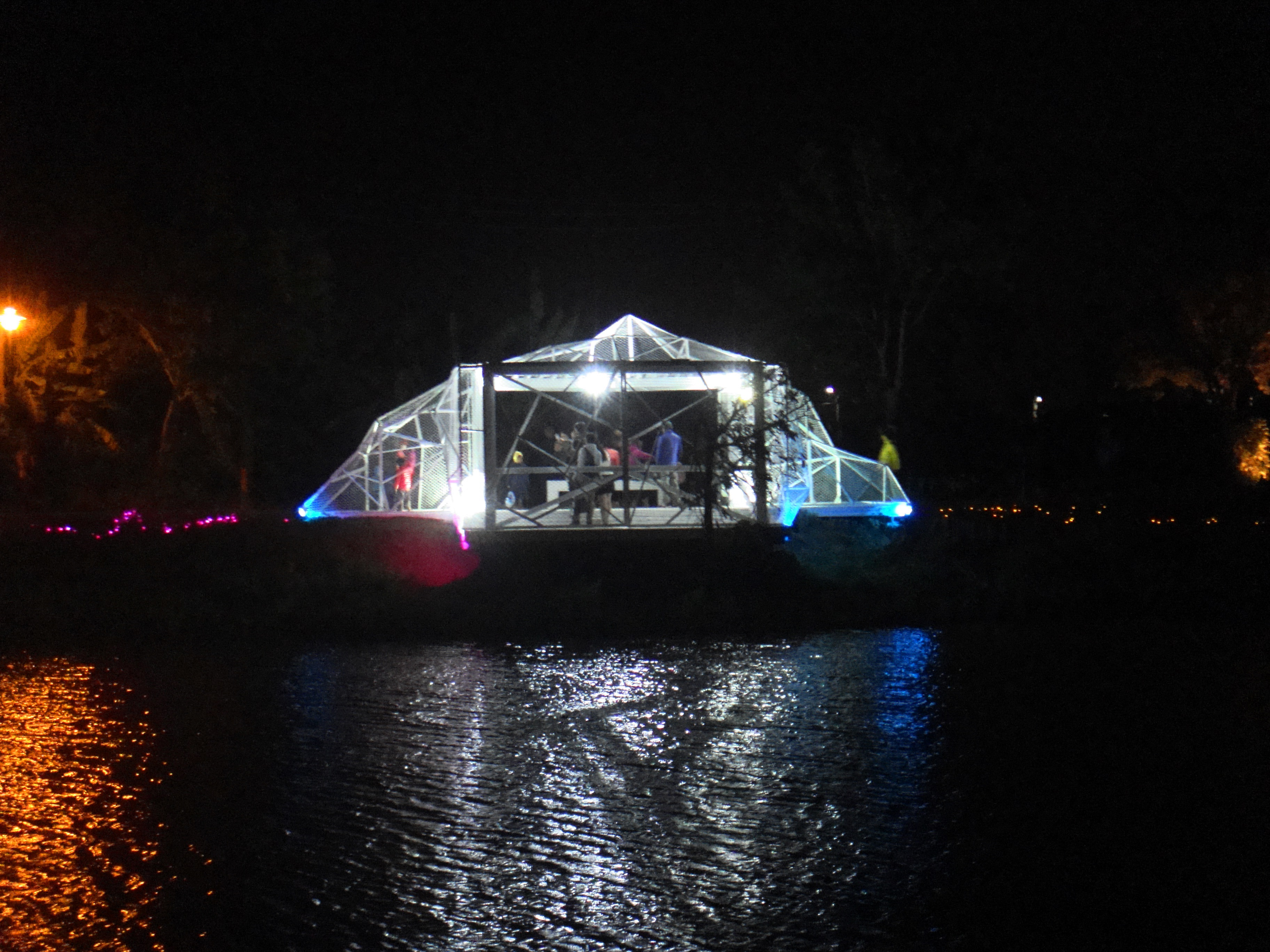
2017月津港燈節 陸上作品-嫁接
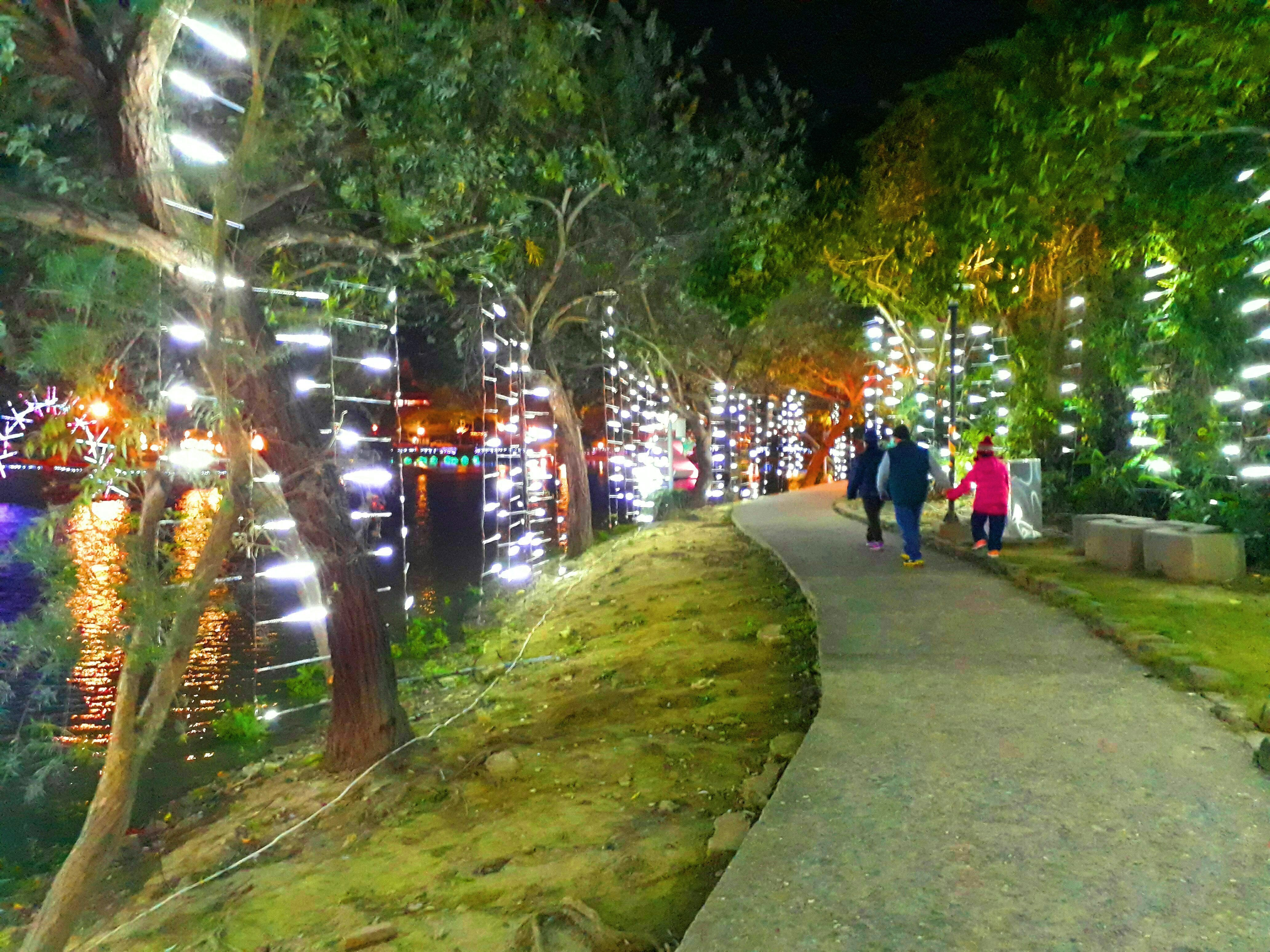
2018月津港燈節 陸上作品-光間帶
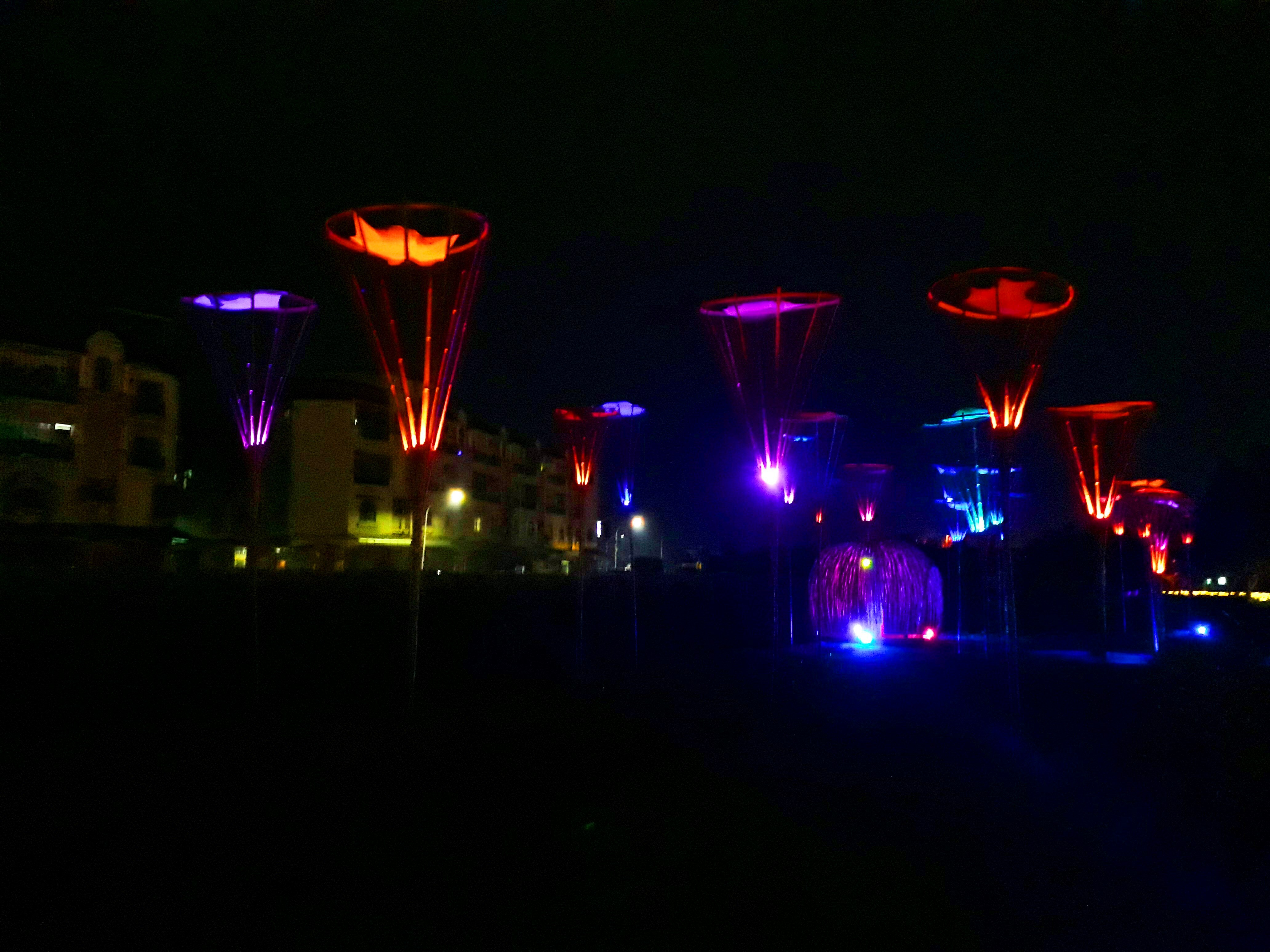
2018月津港燈節 陸上作品-綻放
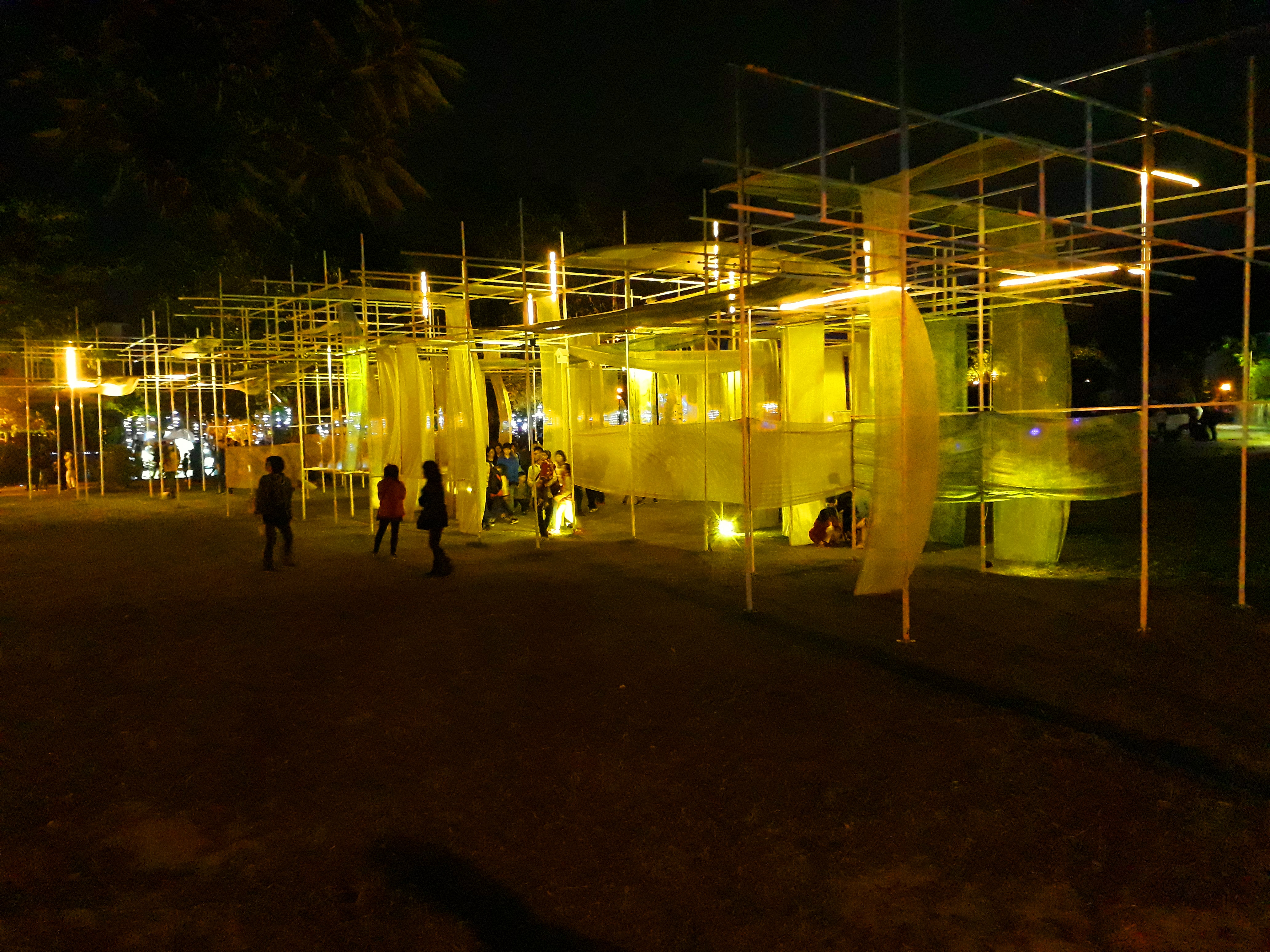
2018月津港燈節 陸上作品-合橋然雨偶
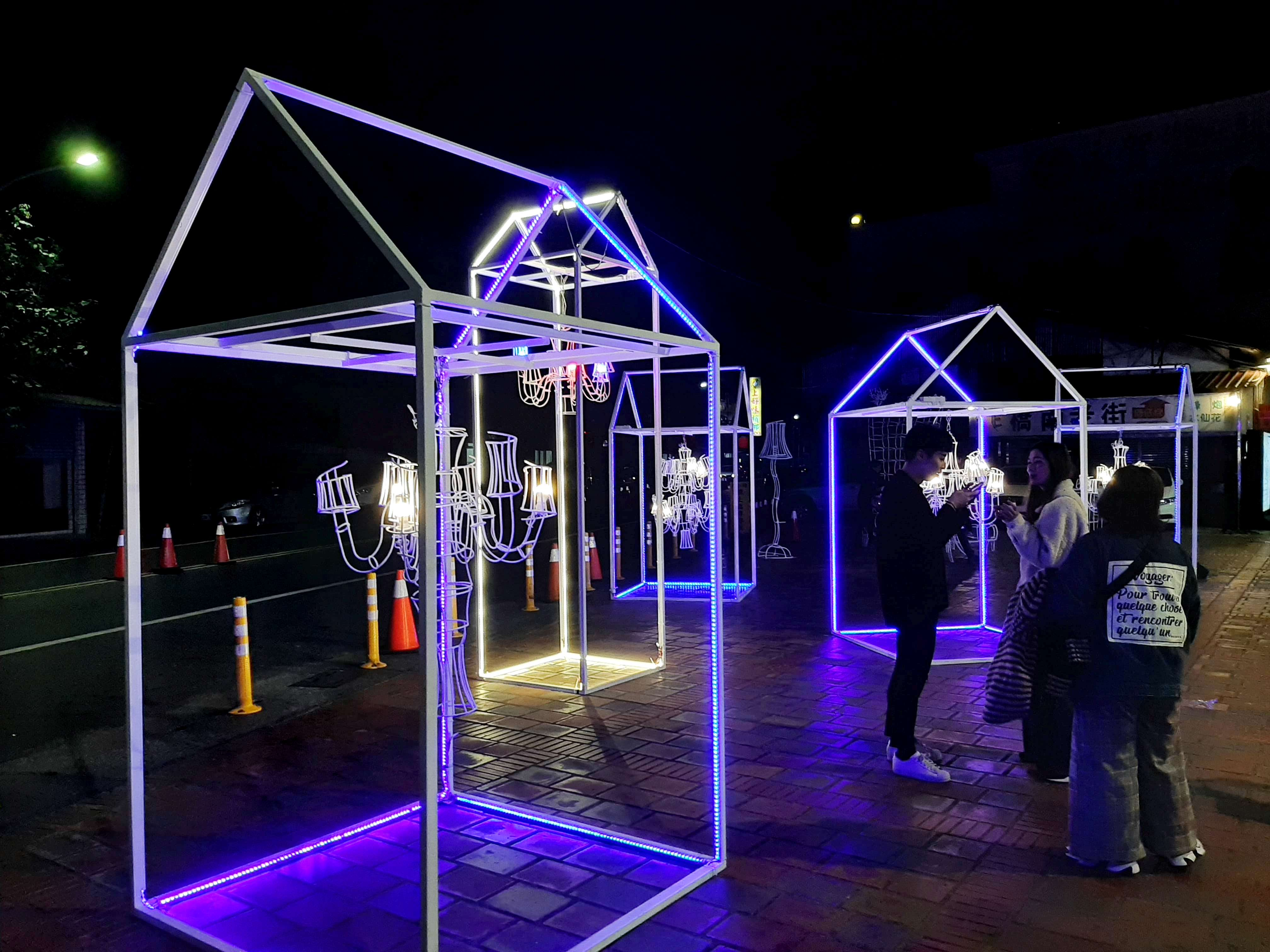
2020月津港燈節 橋南老街入口-線代光景

### 巷弄作品

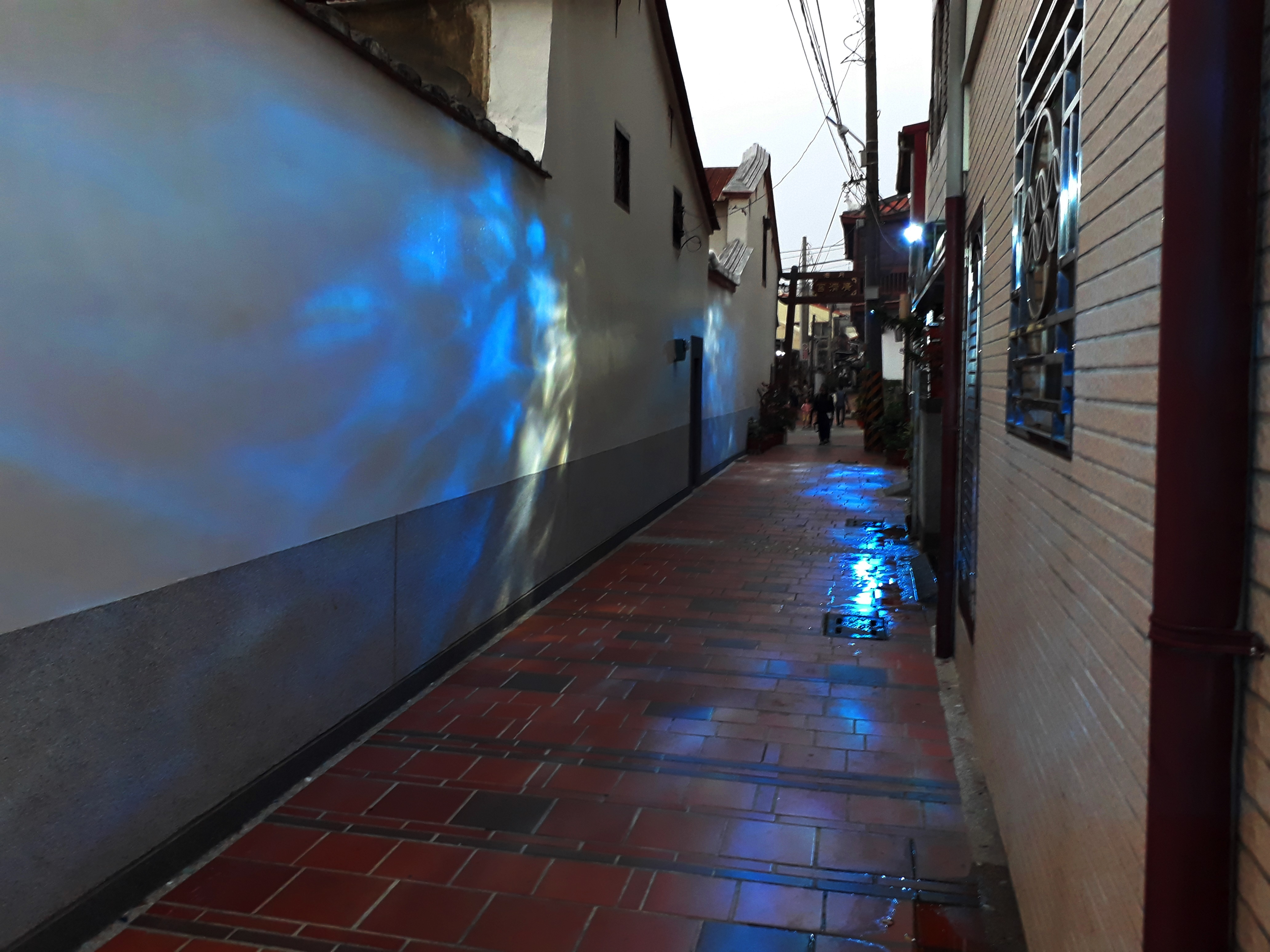
2019月津港燈節 巷弄燈區-水波燈光
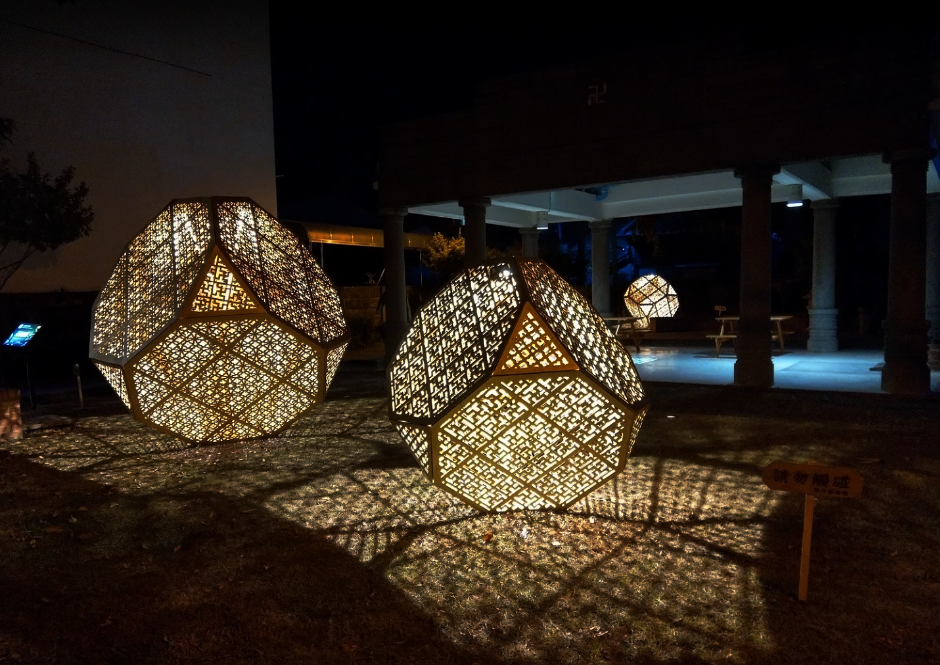
2019月津港燈節 修德拜亭廣場-人憂窗內月映花
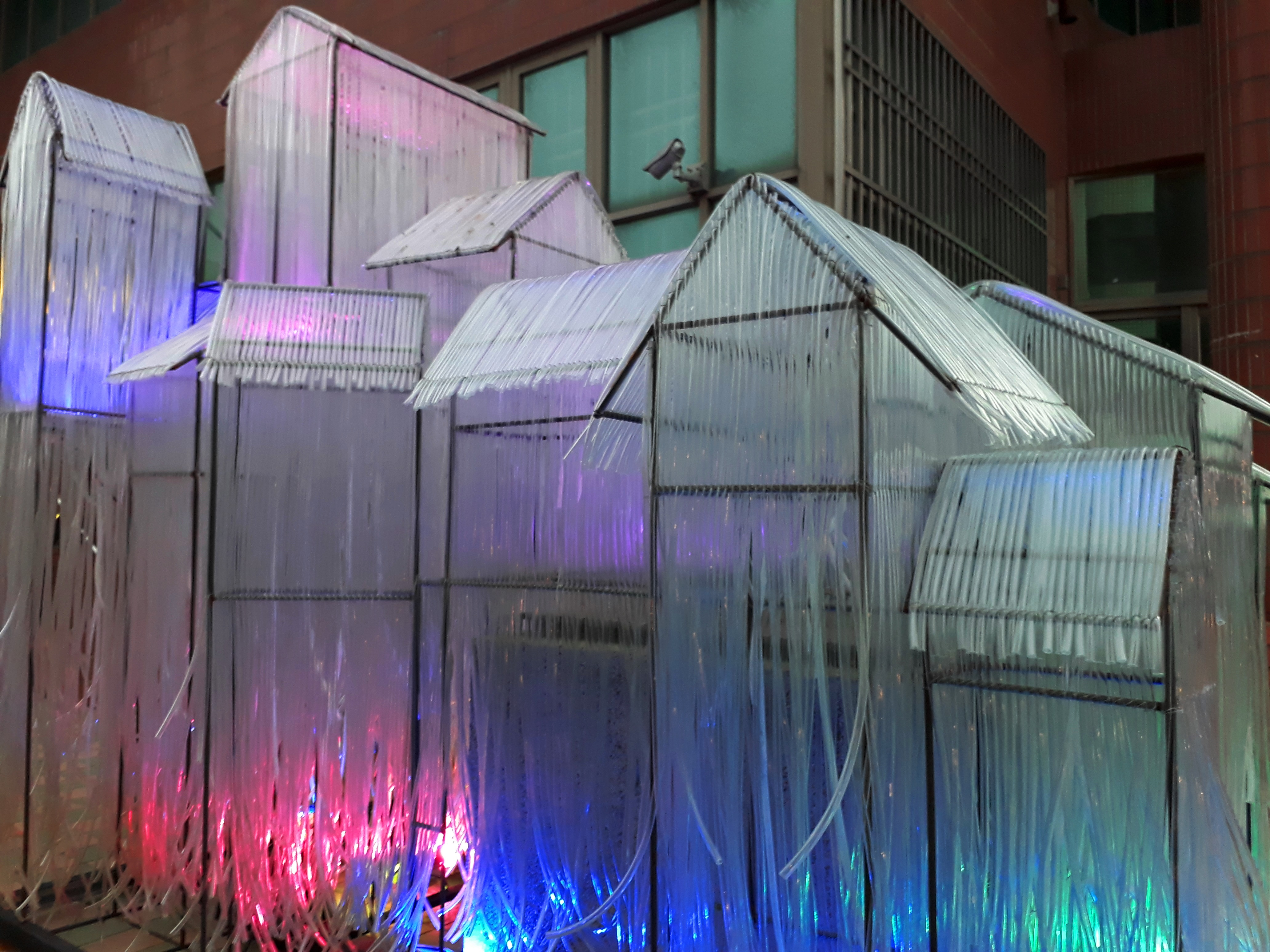
2019月津港燈節 鹽水農會旁作品-仰望

## 交通資訊

### 公車
| 編號              | 路線                                             | 停靠站         |
| ----------------- | ------------------------------------------------ | -------------- |
| 棕幹線            | 新營－鹽水－學甲－佳里                           | 橋南老街、鹽水 |
| 棕幹線 區間車-1   | 新營－鹽水                                       | 橋南老街、鹽水 |
| 棕幹線 區間車-2   | 新營－鹽水－大埔路口                             | 橋南老街、鹽水 |
| 棕幹線 區間車-3   | 新營－鹽水－飯店里－學甲區公所                     | 橋南老街、鹽水 |
| 棕幹線 燈節加班車 | 新營－橋南老街                                   | 橋南老街       |
| 棕1               | 新營－鹽水－雙春／雙春濱海遊憩區／北門國中       | 橋南老街、鹽水 |
| 棕2               | 新營－鹽水－下中                                 | 橋南老街、鹽水 |
| 棕3               | 新營－鹽水－南港里                               | 橋南老街、鹽水 |
| 棕4               | 新營－鹽水－義竹－牛挑灣－朴子轉運站             | 鹽水           |
| 棕5               | 新營－鹽水－義竹－南鯤鯓－好美里                 | 鹽水分駐所     |
| 棕6               | 新營－鹽水－義竹－布袋遊客中心／布袋商港         | 鹽水分駐所     |
| 61                | 新營－高跟鞋教堂－水晶教堂－台灣鹽博物館         | 鹽水           |
| 166               | 高鐵嘉義站－鹿草－義竹－鹽水                     | 鹽水           |
| 7207              | 嘉義－水上－鹿草－竹子腳－義竹－鹽水－新營轉運站 | 鹽水           |
| 7208              | 嘉義－水上－鹿草－重寮－義竹－鹽水－新營轉運站   | 鹽水           |

### 雙鐵轉乘
- 高鐵轉乘：
  - 搭至「高鐵嘉義站」，搭黃9至「新營站」，轉乘棕幹線、棕1、棕2、棕3路線公車在橋南老街站/鹽水站下車即可抵達。
  - 搭至「高鐵嘉義站」，轉乘高鐵快捷公車「166電動巴士」，可直達鹽水。
- 臺鐵轉乘：
  - 搭至「新營火車站」後，於站前「新營客運總站」轉乘棕幹線、棕1、棕2、棕3、棕4路線公車在橋南老街站/鹽水站下車即可抵達。

### 自行開車前往
- 國道1號 → 在新營交流道下 → 往鹽水區方向172線(鹽水區忠孝路) → 鹽水區南門路 → 橋南街右轉 → 台南市鹽水區鹽水月津港
- 國道1號 → 在新營交流道下 → 往鹽水區方向172線(鹽水區忠孝路) → 鹽水區仁愛路 → 右轉鹽水區金和路 → 右轉武廟路 →左轉中山路(月津港)

### 接駁車
1. 路線A：高鐵嘉義站-鹽水信義路
營運時間：(1小時1班車)
平日18:00~22:00，
假日17:00~23:00
2. 路線B：新營太子宮停車場-鹽水橋南老街
營運時間：(15-20分鐘一班)
平日18:00-22:00
假日17:00~23:00
3. 路線C：新營客運總站（火車站對面）-鹽水信義路
營運時間：(15-20分鐘一班)
平日18:00~22:00
假日17:00~23:00

## 外部連結
- 2010月津港燈節
- 2012月津港燈節 （页面存档备份，存于）
- 2013月津港燈節[]
- 2014月津港燈節 （页面存档备份，存于）
- 2015月津港燈節 （页面存档备份，存于）
- 2016月津港燈節 （页面存档备份，存于）
- 2017月津港燈節 （页面存档备份，存于）
- 2018月津港燈節
- 2019月津港燈節
- 2020月津港燈節 （页面存档备份，存于）
- 鹽水漫遊網<月津港燈節精采影片> （页面存档备份，存于）
- 臺南市政府全球資訊網
- 臺南市政府文化局 （页面存档备份，存于）
- 臺南旅遊網（臺南市政府觀光旅遊局） （页面存档备份，存于）